# Motorová vozidla Walter
Motorová vozidla vyráběla strojírenská společnost Walter v letech 1901–1951. Vyráběla motocykly, motorové tříkolky, osobní i nákladní automobily a autobusy, a sice motocykly a tříkolky v letech 1901–1925, automobily v letech 1912–1951. Společnost založil v Praze Josef Walter, který projevoval nadání pro mechaniku v zámečnické dílně svého otce a pak se vyučil nástrojářem ve smíchovské dílně Vojtěcha Černého, původně Kohoutův zaměstnanec (Továrna na mlýnské stroje a jízdní kola Jana Kohouta), který se osamostatnil a rovněž zahájil výrobu vysokých kol, tzv. kohoutovek. Potom Walter (snad i za podpory V. Černého) vystudoval pokračovací průmyslovou školu.

## Historie
Vznik dílny zámečníka Josefa Waltra na výrobu a opravu jízdních kol (Josef Walter, mechan. dílna na Smíchově), ke kterým nakupoval součástky od britské firmy BSA, na Smíchově ve Smetanově ulici čp.753 (nyní Kořenského 753/12) se datuje rokem 1898. V roce 1901 se stěhuje do větší dílny v Kinského ulici čp.218 (nyní Štefánikova 218/3). Tato dílna měla již 8 obráběcích strojů a byl zde vyroben první motocykl Walter s jednoválcovým motorem 2 k (1903). V roce 1905 se opět stěhuje do nové provozovny v ulici Na Zatlance čp.1120/6, kde bylo toho roku vyrobeno 30 motocyklů. V roce 1905 to byl první dvouválcový motor 4 k, v roce 1908 motocykl s přívěsným vozíkem a v roce 1910 první motorová tříkolka C2. V roce 1911 zakládá společnost Josef Walter a spol., která úspěšnou výrobu motocyklů a motorových tříkolek postupně rozšířila na výrobu automobilů Walter. V roce 1919 je tato společnost přejmenována na Akciovou továrnu automobilů Josef Walter a spol. a posléze v lednu 1932 se změnil název společnosti na „Akciová společnost Walter, továrna na automobily a letecké motory“. Po II. světové válce se znárodněný podnik jmenoval Letecké závody n.p. a od roku 1949 Motorlet n.p.
Dvojité „W“ bylo znakem továrny Walter v letech 1911–1945. V roce 1949, aby potvrdilo proběhlou společenskou změnu, se otočilo o 180° a bylo z něho „M“ (jako Motorlet). V roce 1995 opět provedlo obrat o 180° a vrátilo se do původní pozice „W“.

## Motocykly a tříkolky
Nejprve se Josef Walter zabýval výrobou jízdních kol, motorových kol a motocyklů. S konstrukcí prvního motorového kola bylo započato v roce 1900, ale dokončeno bylo až v roce 1902 a mělo jednoválcový motor o objemu 299 cm³ a výkon 2 k/1,5 kW. Tento typ získal stříbrnou medaili průmyslové jednoty na Jarní hospodářské výstavě konané v Praze v roce 1903. V roce 1905 firmu přestěhoval do nových dílen v ulici Na Zatlance. Byla zde kovárna, lakovna, moderní stroje a také konstrukční kancelář. Od toho roku (1905) začal "sériově" vyrábět motocykly. Na mezinárodní výstavě aut, motocyklů a kol konané v Praze v Průmyslovém paláci od 23. do 25. dubna 1905 vystavoval Josef Walter 3 stroje jednoválcové, které hned začal prodávat, a 3 stroje dvouválcové, které se dostaly do prodeje v roce 1907.
První byl s jednoválcovým motorem (Walter typ A) s objemem válce 331 cm3 a výkonem 2,5 k/1,8 kW. Typ A z roku 1911 měl objem 427 cm3 a výkon 3 k/2,2 kW. Druhý motocykl (Walter typ B) vyráběl od roku 1905. Byl to silnější dvouválec do V s vidlicovým uspořádáním, kde od roku 1907 nově vyřešil přesnost zapalování použitím excentrických kol rozvodu, o objemu 499 cm³ a měl již výkon 4 k/3 kW. I u tohoto dvouválce motory modernizoval a zvyšoval jejich objem válců a výkon. V roce 1908 byl typ B modernizován – plochý řemen byl nahrazen válečkovým řetězem a přibyla lamelová spojka. V roce 1907 byla vykonána dálková jízda Praha–Terst a zpět se dvěma motocykly Walter B (dvouválec 6 HP) a Walter A (jednoválec 3 HP). Na cestě měřící 1665 km „ani stroje, ani gumy nevolaly po pomoci svých pánů“ – Jozy Papeže a dr. Dittricha. Tyto motory typu B pak začal používat pro stavbu motocyklů se „sajdkákárou“. Silnější dvouválcové motocykly s větším objemem válců a výkonem byly právě vhodné pro provoz s postranním vozíkem, které začal nabízet od roku 1908.
Walter od roku 1910 vyráběl i tříkolky (též byl používán název tricar, cyclecar nebo trimobil), které také úspěšně prodával. První byla dvousedadlová tříkolka Walter C2 s dvouválcovým vzduchem chlazeným motorem o objemu 1020 cm³ a výkonem 7 k/5,1 kW. Později se prodával i dodávkový model CN4 a čtyřsedadlový C4. Tato vozidla měla jedno kolo vpředu a dvě vzadu, dvoustupňovou převodovku a pohon z motoru přenášel řetěz. Druhá tříkolka vyráběná od roku 1912 (typ Walter D) byla vybavena čtyřválcovým motorem o objemu 1,25 l a výkon 12 koní. Tříkolka typu D měla již čtyřstupňovou převodovku navíc se zpáteční rychlostí a pohon z motoru na zadní hnanou nápravu přenášela kardanova hřídel. V období 1910 až 1913 bylo vyrobeno a prodáno téměř 900 tříkolek. Walter vyvážel své motocykly a tříkolky do zemí bývalé rakousko-uherské monarchie, na Balkán (Srbsko) a do carského Ruska.
Motocykly, motocykly s postranním vozíkem a tříkolky Walter byly úspěšné v soutěžích a závodech. Od roku 1906 až do vypuknutí I. světové války pravidelně vítězily v soutěžích Praha–Tábor–Písek–Dobříš, v závodech do vrchu Zbraslav-Jíloviště, na závodech mezi 19. a 23. km na silnici Praha–Dobříš atd. V roce 1913 zaznamenal Walter se svými tříkolkami řadu úspěchů v Dolním Rakousku, mj. ing. Tobek zvítězil 1. června na Riederbergu a dosáhl nejlepšího času mezi cyclecary (2. Hunek), v jízdě kolem Dolních Rakous opět vítězství a řidič Hunek zvítězil v červenci ve třídě cyclecarů v jízdě kolem Semmeringu a získal cenu Vídeňského Nového Města (Wiener Neustadt). Na 4. ročník závodu Zbraslav-Jíloviště (5. dubna 1914) v kategorii motocyklů do 750 cm³ (III. kat., motorová kola) bezpečně zvítězil Novotný na Walteru v čase 4:54,6 min. a stal se i celkovým vítězem kategorie motorových kol. Na 2. místě v III. kategorii skončil na stejném stroji Kratochvíle.
Po I. světové válce prodává Walter licenci k výrobě tříkolek včetně rozpracovaných dílů firmě Šibrava (Jaroslav Šibrava, Praha VII, Vltavská 866). Byly vybaveny dvouválcovým motorem o objemu 1248 cm3 a stavěly se ve dvou- i čtyřsedadlovém provedení vč. nákladní verze. Tříkolky pojmenované Trimobil byly vyráběny nejvíce v nákladní verzi v letech 1921–1925.
Po I. světové válce se na krátký čas vrací výroba motocyklů. Nejprve je to vojenský motocykl ing. Zubatého, Walter 706 cm3 (čtyřdobý vzduchem chlazený zážehový dvouválec SV s protiběžnými písty – boxer, vrtání 75 mm, zdvih 80 mm), který byl vyvíjen za první světové války, avšak licence je krátce po válce prodána firmě Automontage Jos. Janatka ze Smíchova, která měla výrobní závod v Radlicích. Motocykl byl vyráběn pod značkou Itar.
Posledním motocyklem (ing. Josef Plocek) z Jinonic byl typ M 922, vyráběný od roku 1921. Byl to čtyřtaktní dvouválec s hliníkovými písty do V, rozvod OHV, objem válců 750 cm3 (75x85 mm) a výkon 8 k/5,9 kW. Měl v jednom bloku s motorem 3rychlostní převodovku, která byla oddělena od motoru lamelovou spojkou. Stroj měl 2 brzdy (ruční, nožní) a byl vybaven startérem, dynamo-elektrickým osvětlením a tachometrem. Dosahoval maximální rychlosti 90 km/h. Byl dodáván ve velkých počtech československé armádě. Vyráběl se i s postranním vozíkem. S tímto motocyklem v závodní úpravě (výkon 14,7 kW, max. rychlost 150 km/h) dosáhl mnoha úspěchů v závodech začínající závodník Bohumil Turek (1922–1926).

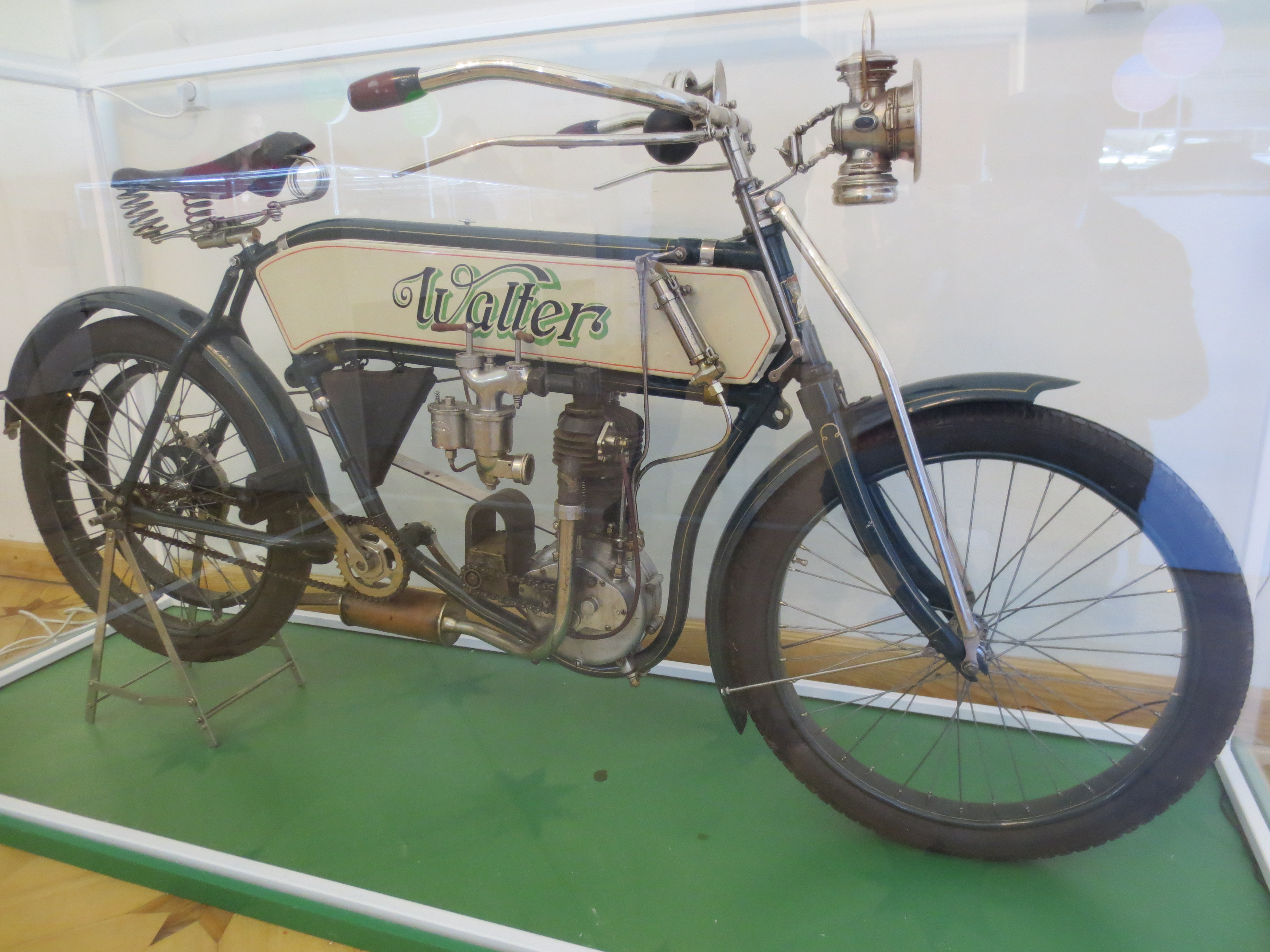
Walter Typ A na výstavě na zámku Valtice 2018
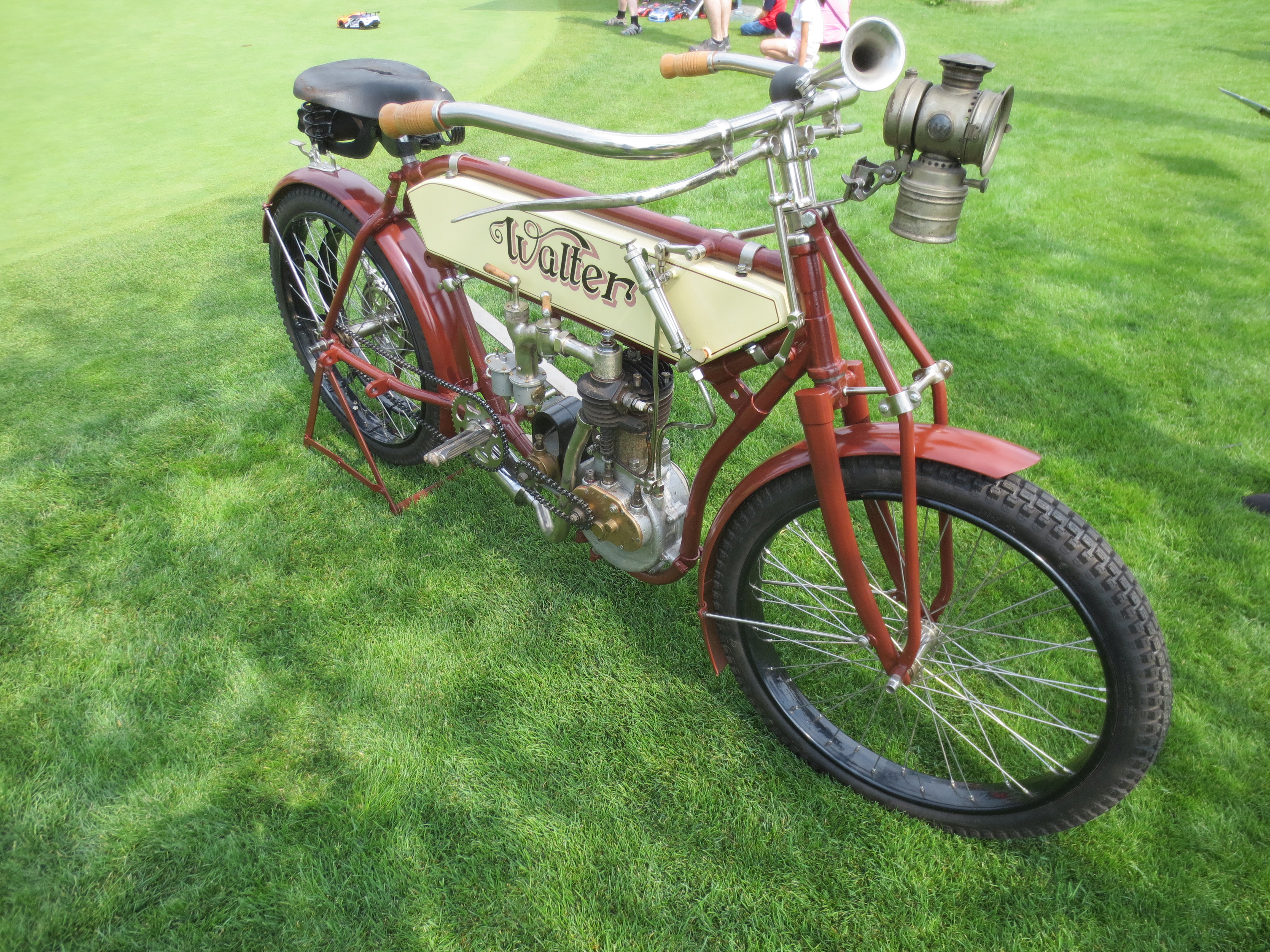
Walter Typ A (1911) na Automobilových klenotech 2019
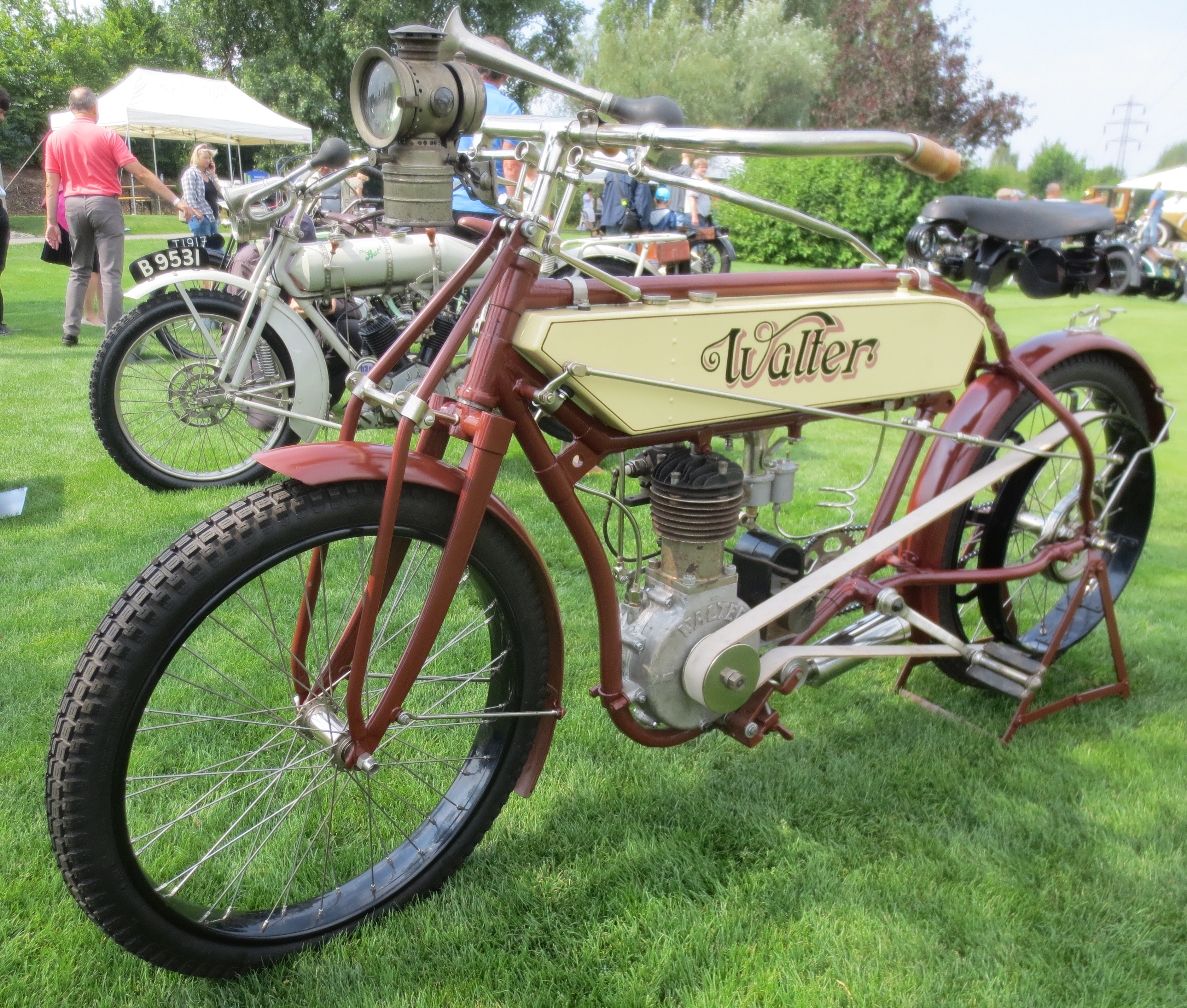
Walter Typ A (1911) na Automobilových klenotech 2019
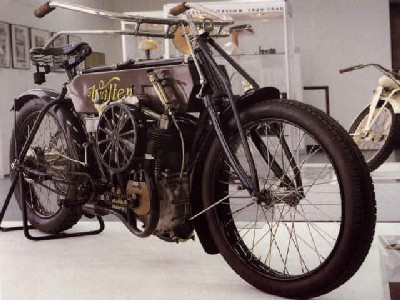
Walter Typ B
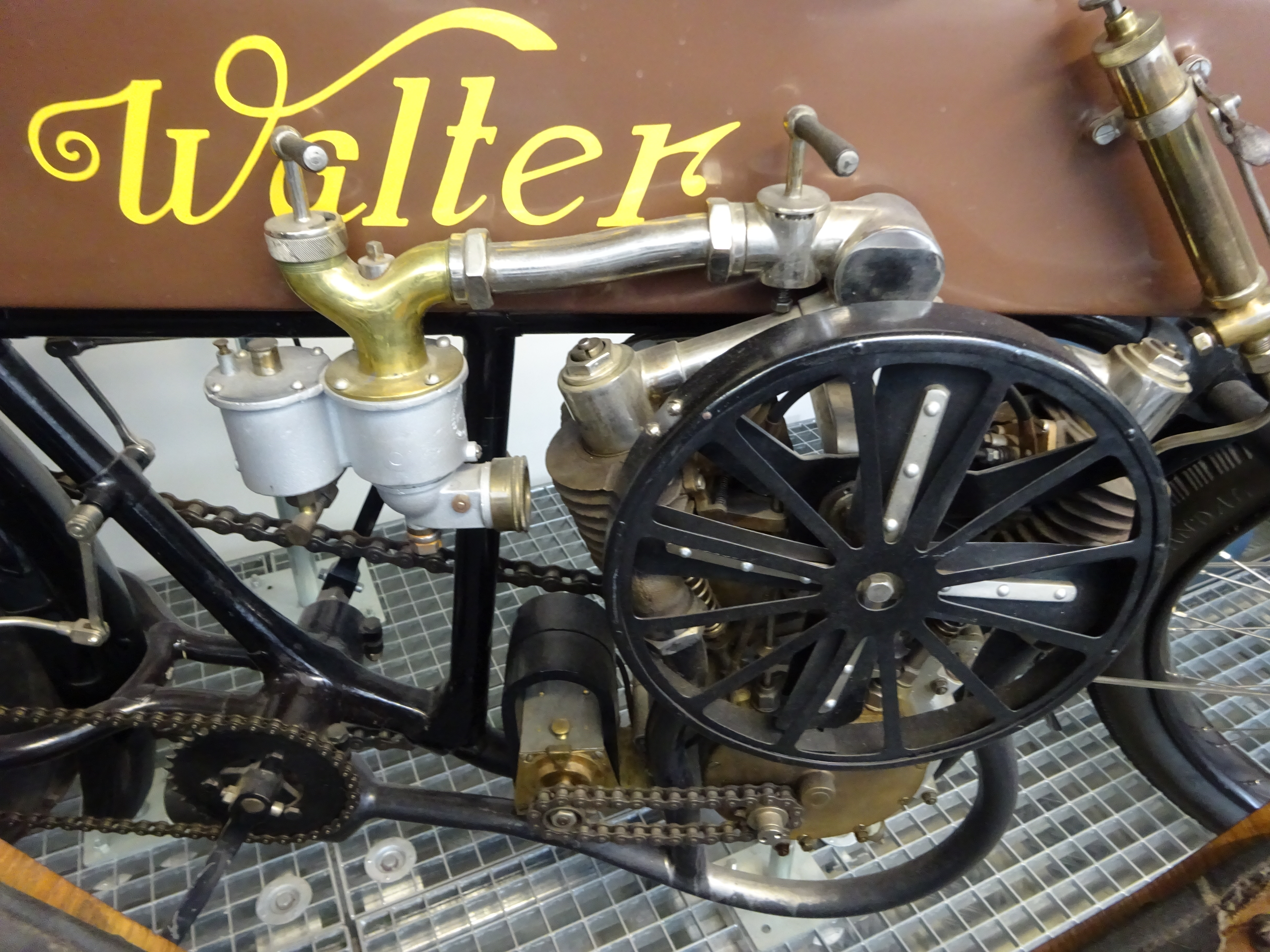
Walter typ B, detail motoru (NTM 2023)
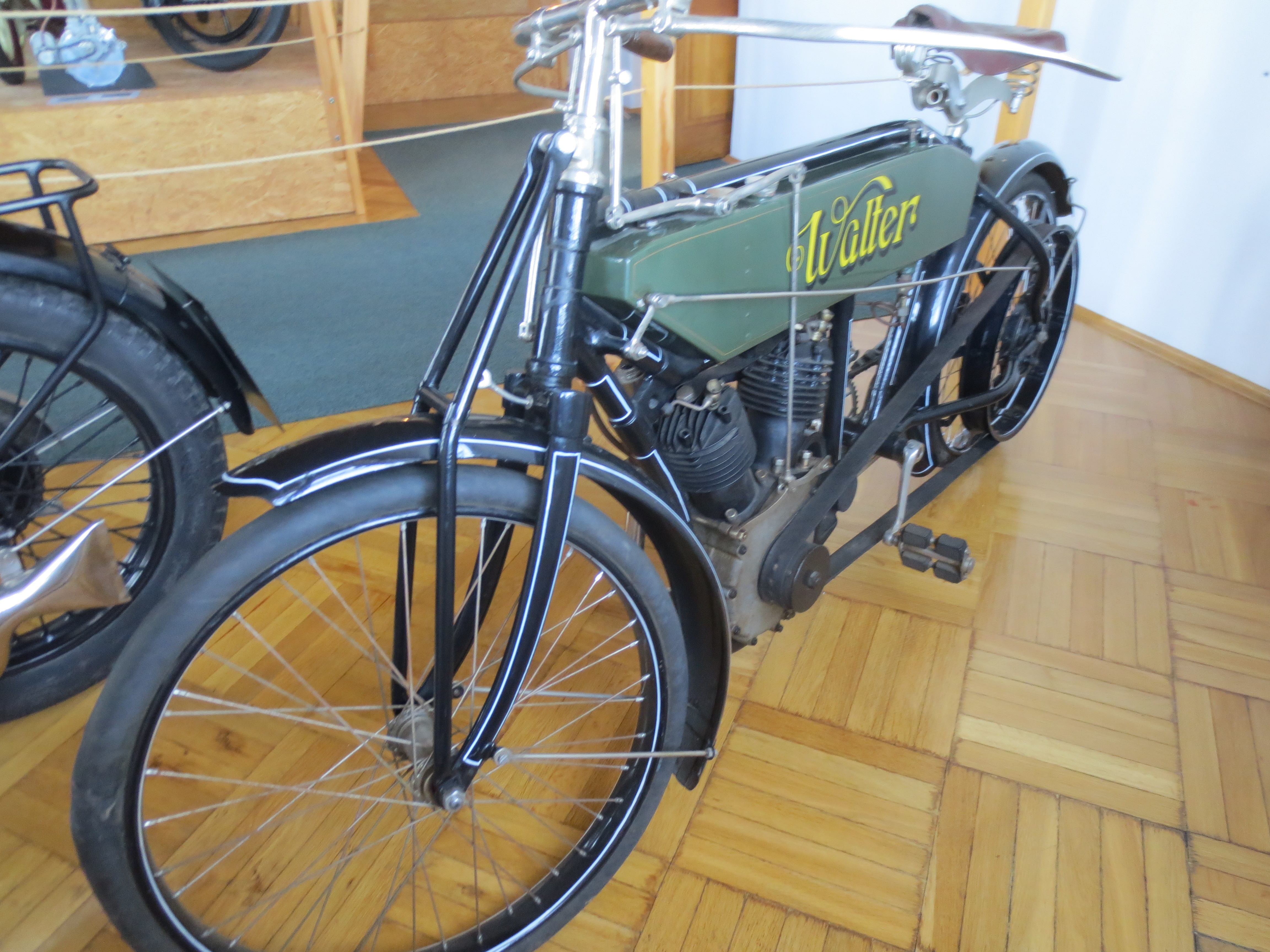
Walter Typ B (1913) v expozici na hradě Kámen 2019
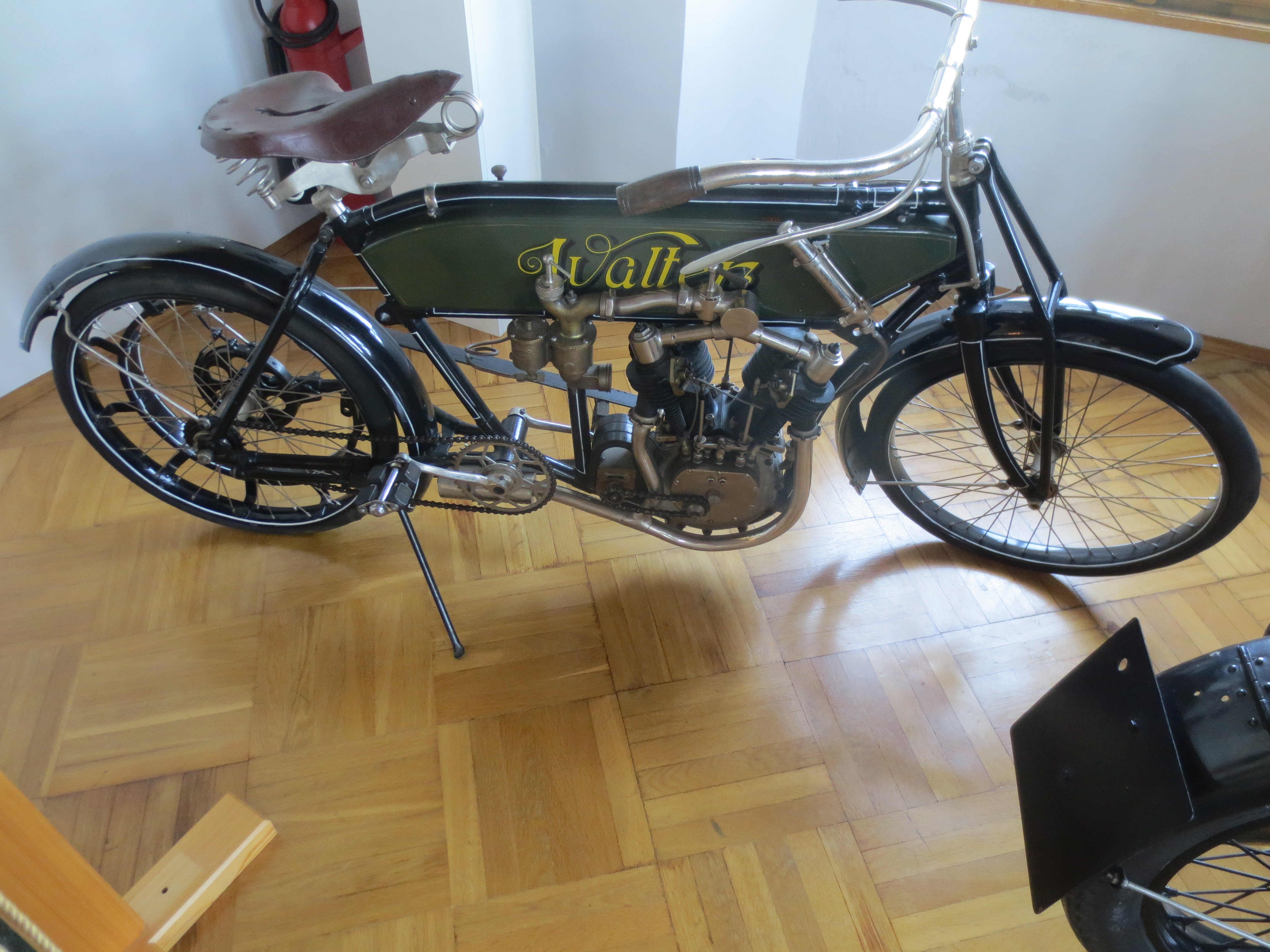
Walter typ B (1913) v expozici na hradě Kámen 2019
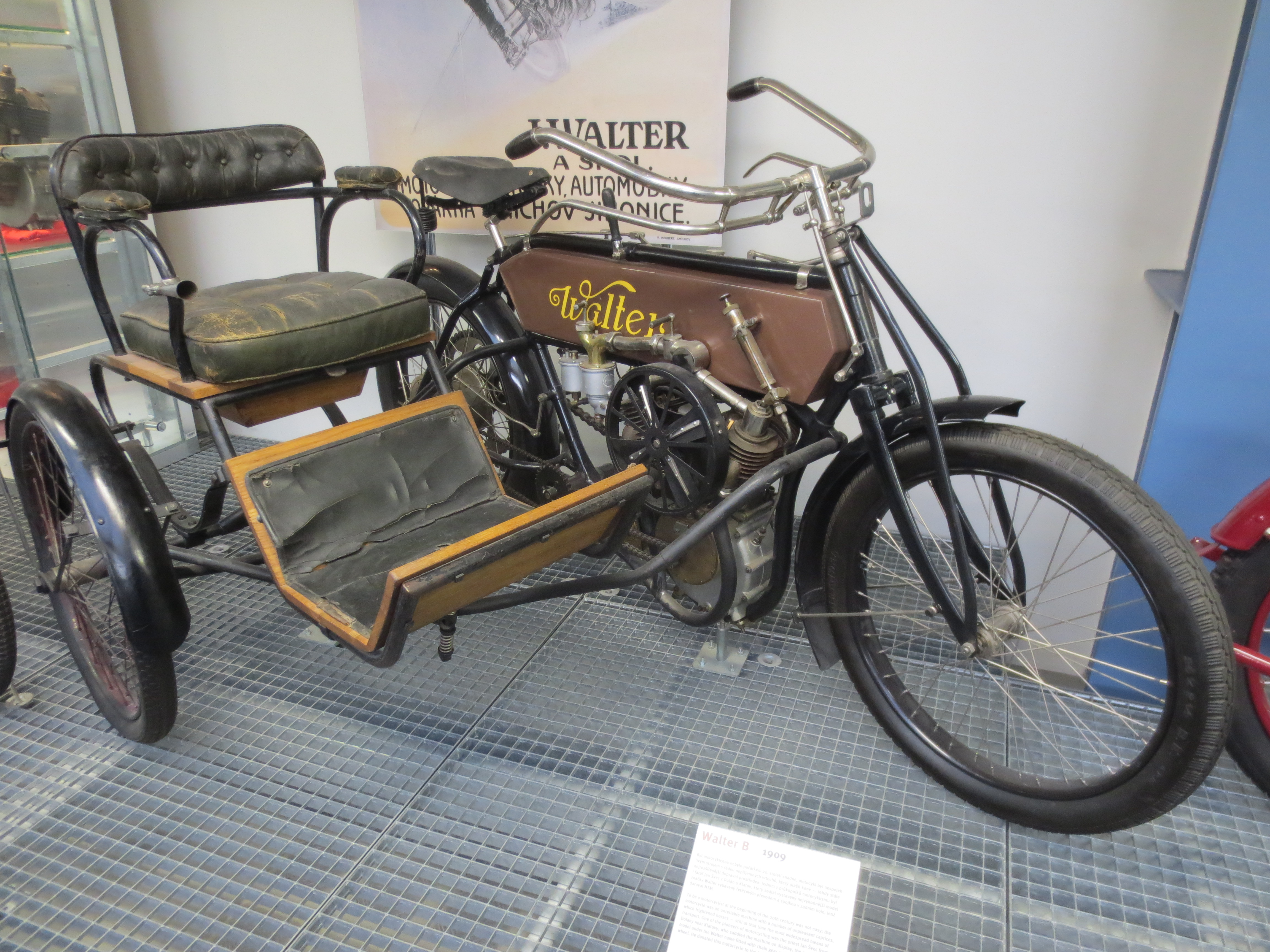
Walter Typ B s přívěsným vozíkem (1909) v NTM 2018
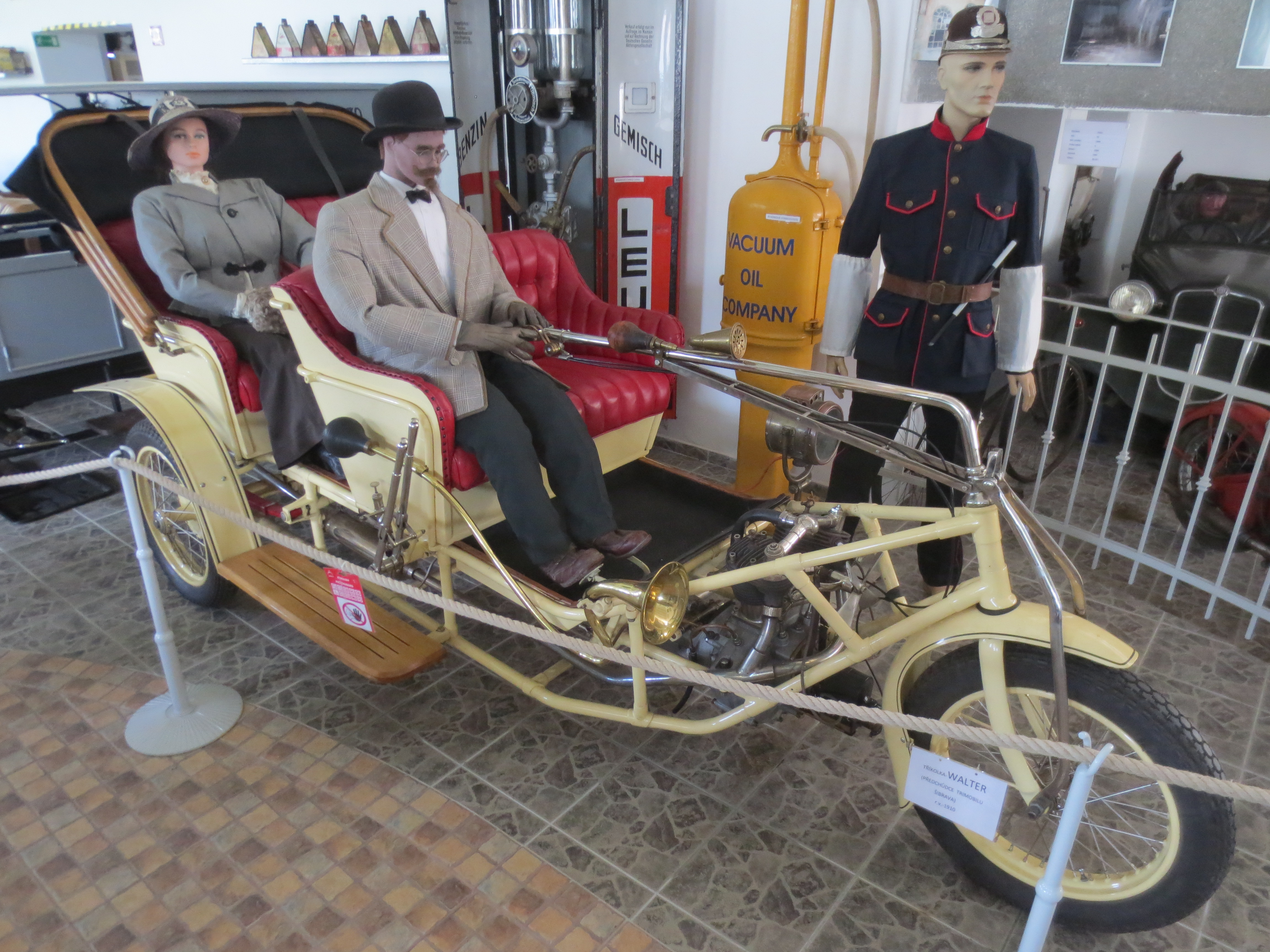
Walter Typ C4 (1910) v Muzeu motorismu Znojmo 2019
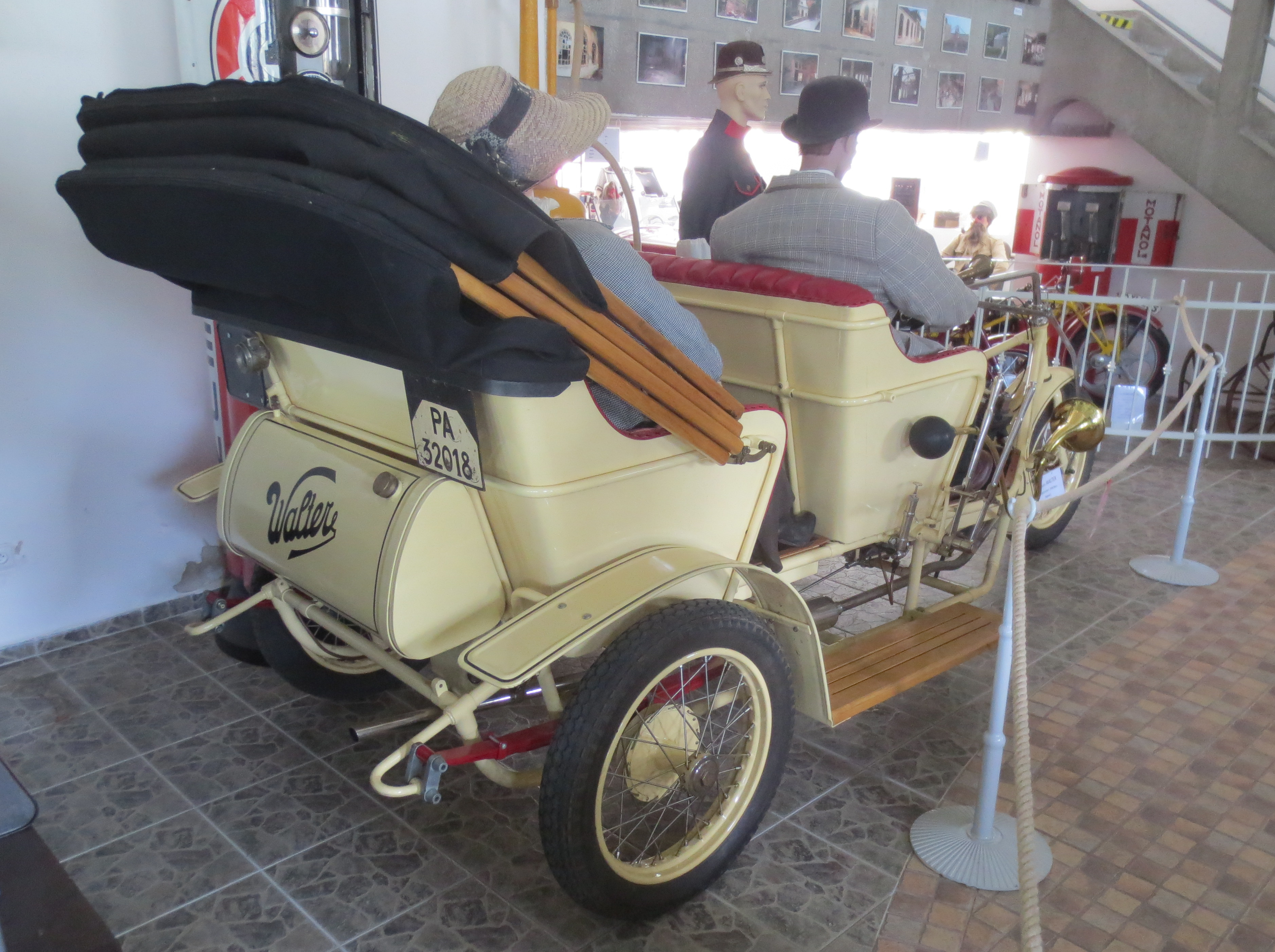
Walter Typ C4 (1910) v Muzeu motorismu Znojmo 2019
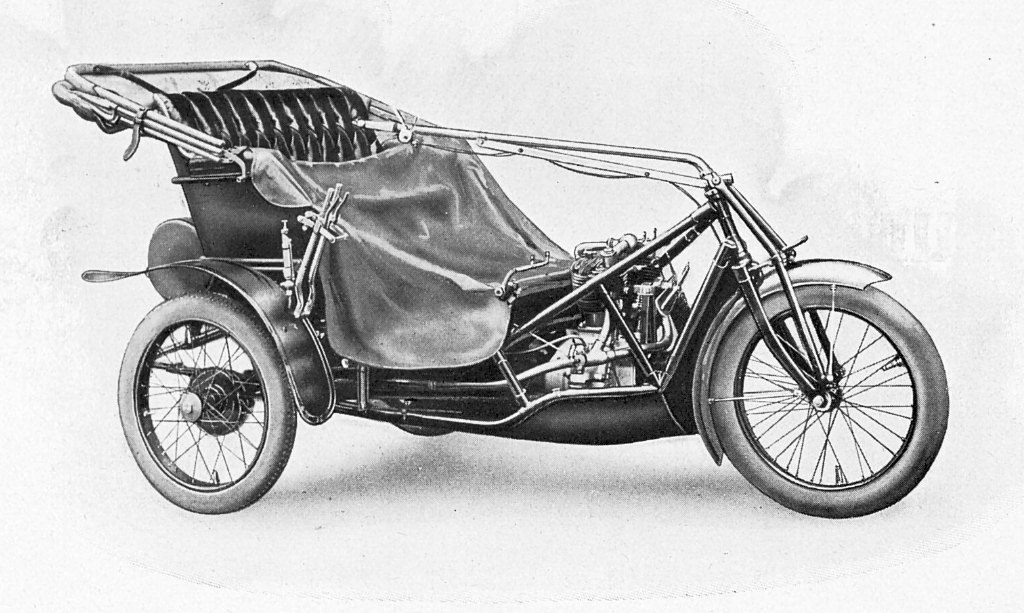
Tříkolka Walter (1913)
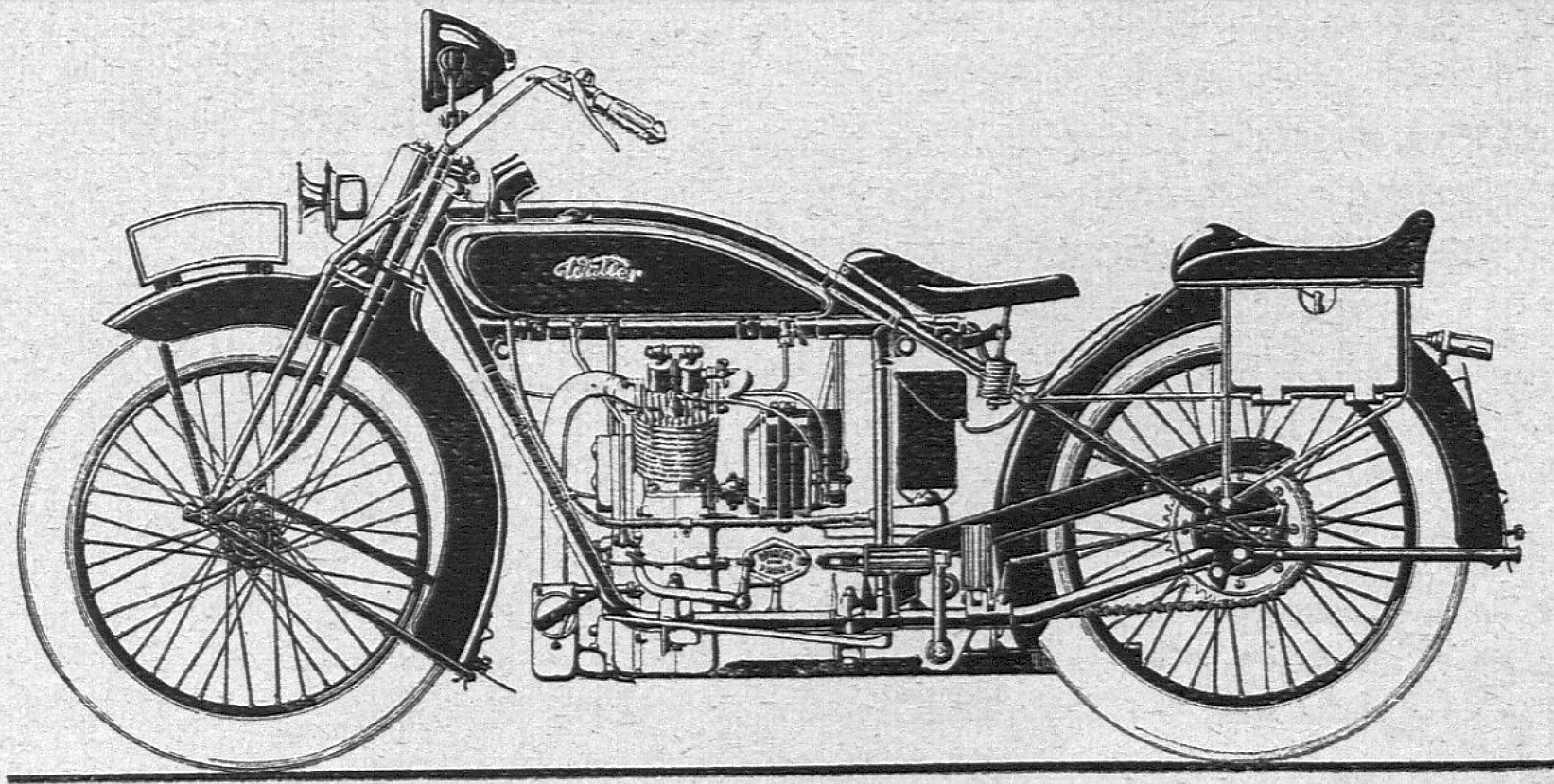
Walter M 922 (1923)
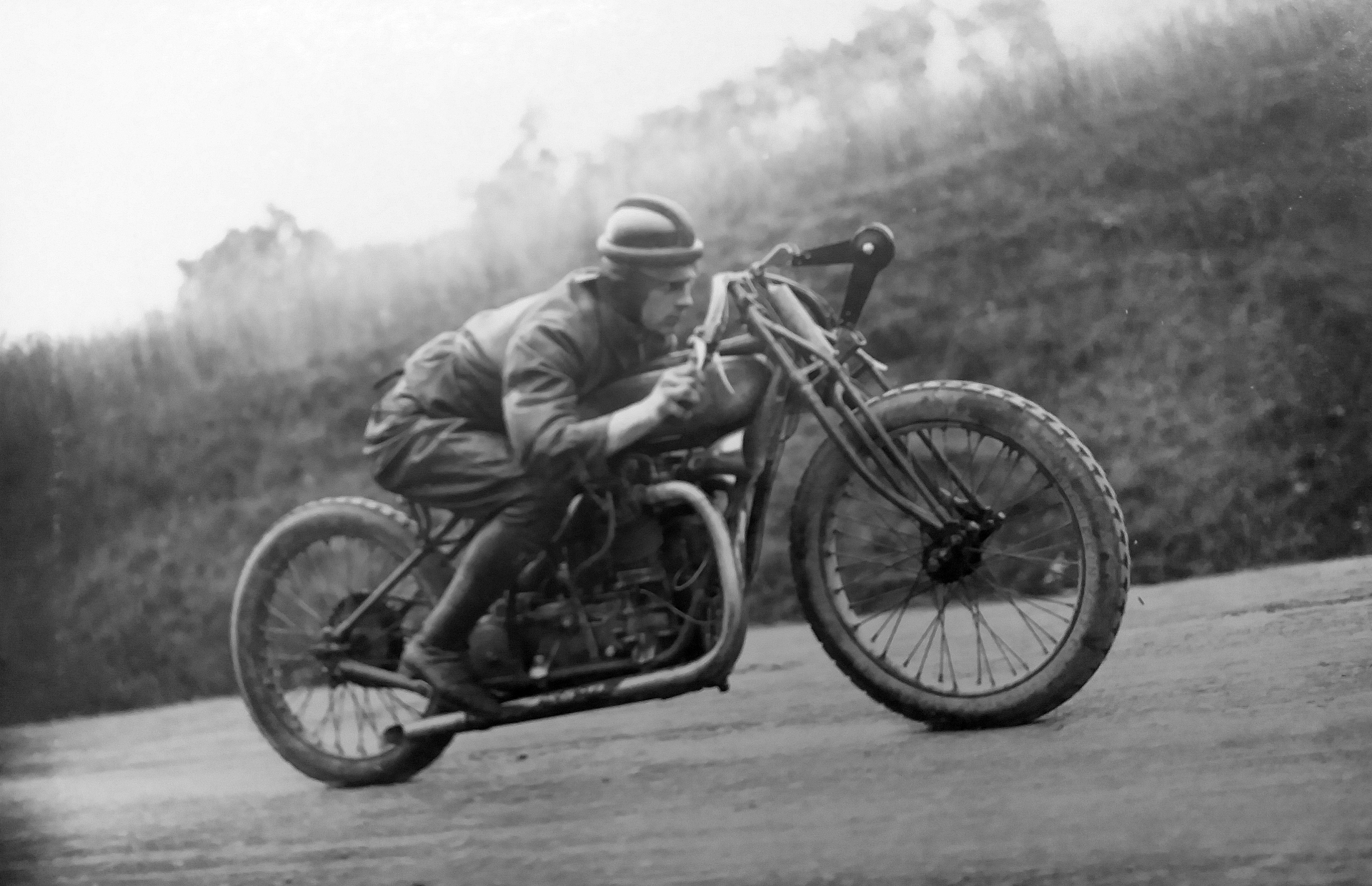
Walter M 922, Bohumil Turek v plném tempu (1926)

## Automobily
V roce 1913 vyrobil v nové továrně v Praze Jinonicích první osobní automobil. Jednalo se o automobil Walter W-III, po něm rychle následovaly W-II a W-I. Na posledním, předválečném (12.-19. dubna 1914, XI. ročník) mezinárodním automobilovém salonu v Praze vystavovala fa. Josef Walter a spol. 3 varianty vozů s jednotným podvozkem, dvou- a čtyřsedadlové vozy W-I a W-II a šestisedadlový cestovní vůz a luxusní limuzína Walter W-III. Až do první světové války se Waltrovy vozy také úspěšně účastnily motoristických závodů. Zákazníky vozy přesvědčily svou spolehlivostí, rychlostí a jízdní stabilitou. Vyráběly se i počátkem první světové války (1914–5), ale potom jejich výroba byla zastavena.
Během první světové války byly provozy továrny těžce poškozeny, výroba automobilů byla obnovena v roce 1919. Od roku 1919 do roku 1927 byly vyráběny automobily řady Walter WZ („Z“ – konstruktér ing. Zubatý). Od roku 1924 až do roku 1928 byly vyráběny automobily řady Walter P („P“ – konstruktér ing. Plocek).V roce 1928 byla zahájena výroba vozů Walter 4-B a Walter 6-B. („B“ – konstruktér ing. Barvitius). Tyto automobily byly také velmi úspěšné a na jejich základě byly postupně (1930–1932) vyvíjeny typy Walter Standard, Walter Super 6, Walter Regent a luxusní Walter Royal. Posledním automobilem byl sportovní Walter Standard S z roku 1934.
V licenci zde byly později vyráběny (1931–1937) i automobily Fiat, například Fiat 514 (Walter Bijou), Fiat 508 (Walter Junior), Fiat 522C (Walter Princ), Fiat 522L (Walter Lord). Naposledy byly automobily Walter vystaveny na pražském autosalonu v roce 1935 (a to pouze dříve představené modely Regent, Bijou, Princ a Lord), v roce 1936 se jinoničtí autosalonu už nezúčastnili. V průběhu roku 1936 byla v podstatě zastavena výroba a v roce 1937 se jen doprodávaly dříve rozpracované automobily.
V letech 1946 až 1951 se podílela továrna Walter ještě na jednom typu osobního automobilu. Vyráběla kompletní podvozek (šasi a motor) automobilu Aero Minor s dvouválcovým dvoutaktním motorem a pohonem předních kol (Rudolf Vykoukal). Finalizace vozu byla prováděna v Letovu Letňany (nyní Latecoere Czech Republic s.r.o.). Tento typ byl velmi úspěšný a účastnil se závodů 24 hodin Le Mans, Rallye Monte Carlo, Raid Polski, Alpská jízda a Bol d'Or. Krátce po zahájení výroby dochází k paradoxní situaci. Britská firma BSA zahájila jednání o nakoupení licence. Když Josef Walter zahajoval podnikání, nakupoval pro výrobu jízdních kol součástky od britské firmy BSA. O 50 let později tatáž firma má zájem nakoupit licenci k automobilu, na kterém se továrna Walter významnou měrou podílí. Přestože byl zájem ve vývoji tohoto vozu pokračovat (Československý projekt 1946–1948, vozítko Minicar 1948 a modernizovaný Minor III 1951), k naplnění tužeb konstruktéru nedošlo. Od roku 1951 byly v Jinonicích vyráběny už jen letecké motory.

## Automobily Walter

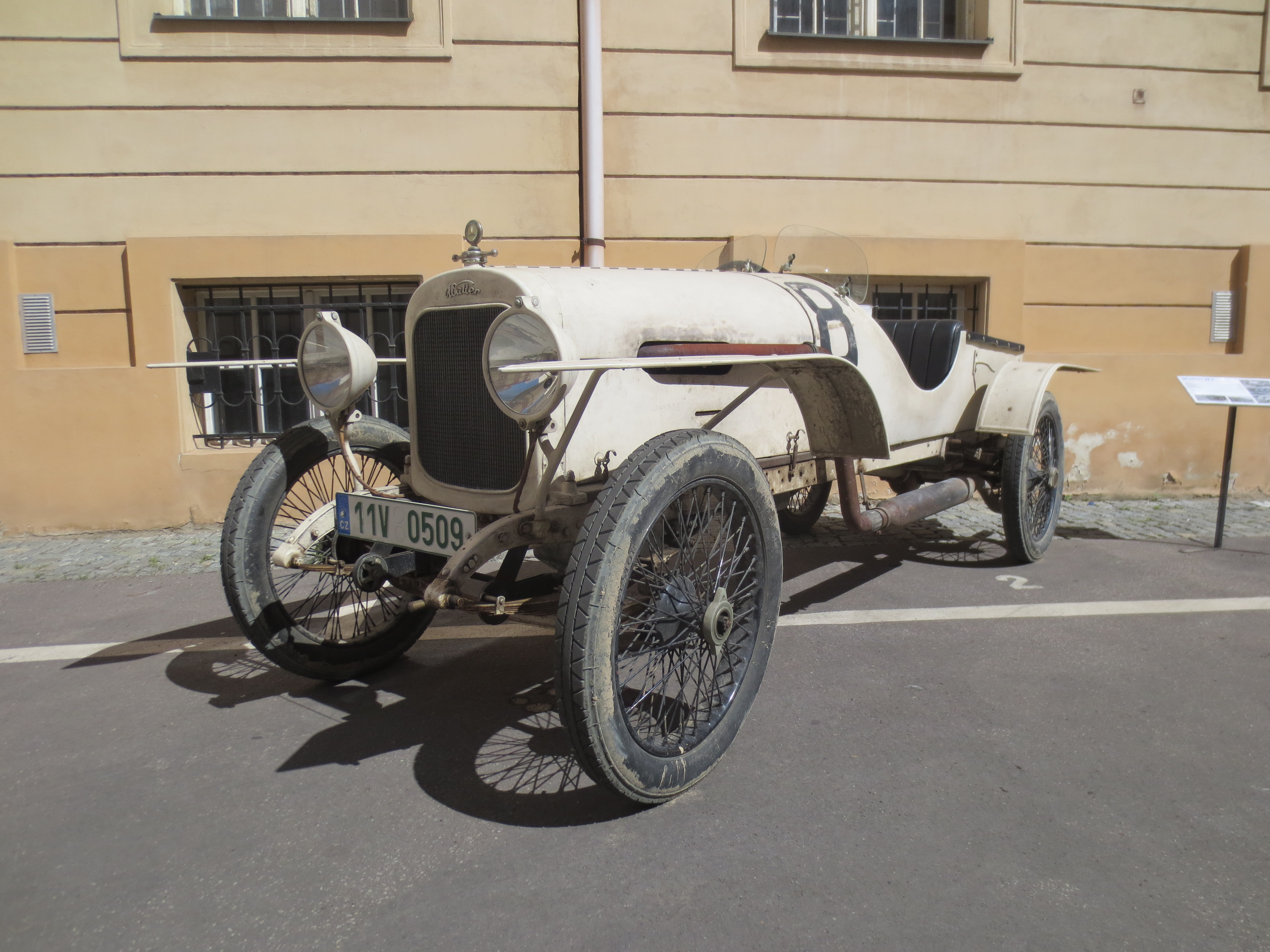
Walter WZ závodní (1921) na výstavě sportovních automobilů ČVUT 2017
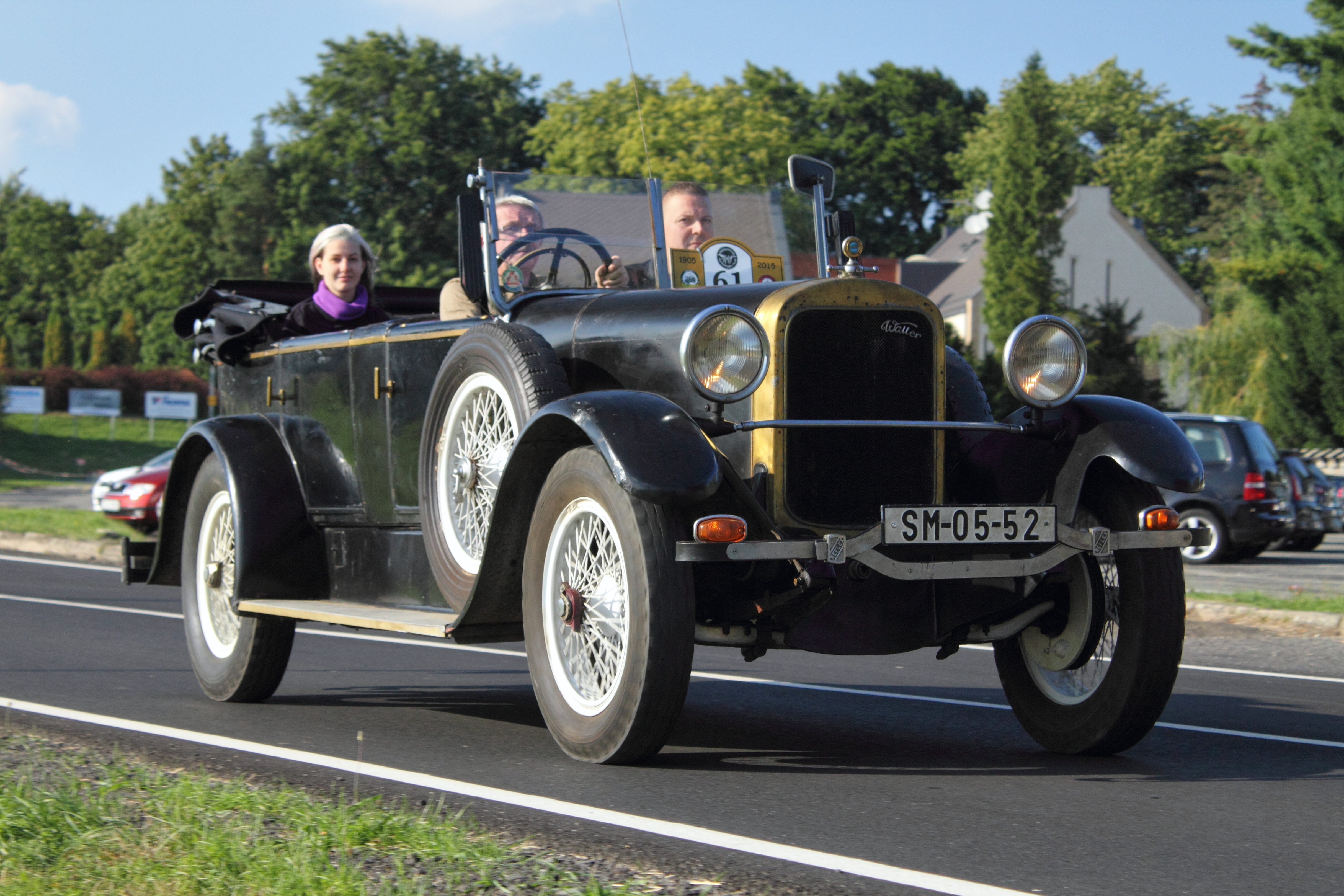
Walter P II (1925) na 110 let autoklubu Liberec 2015
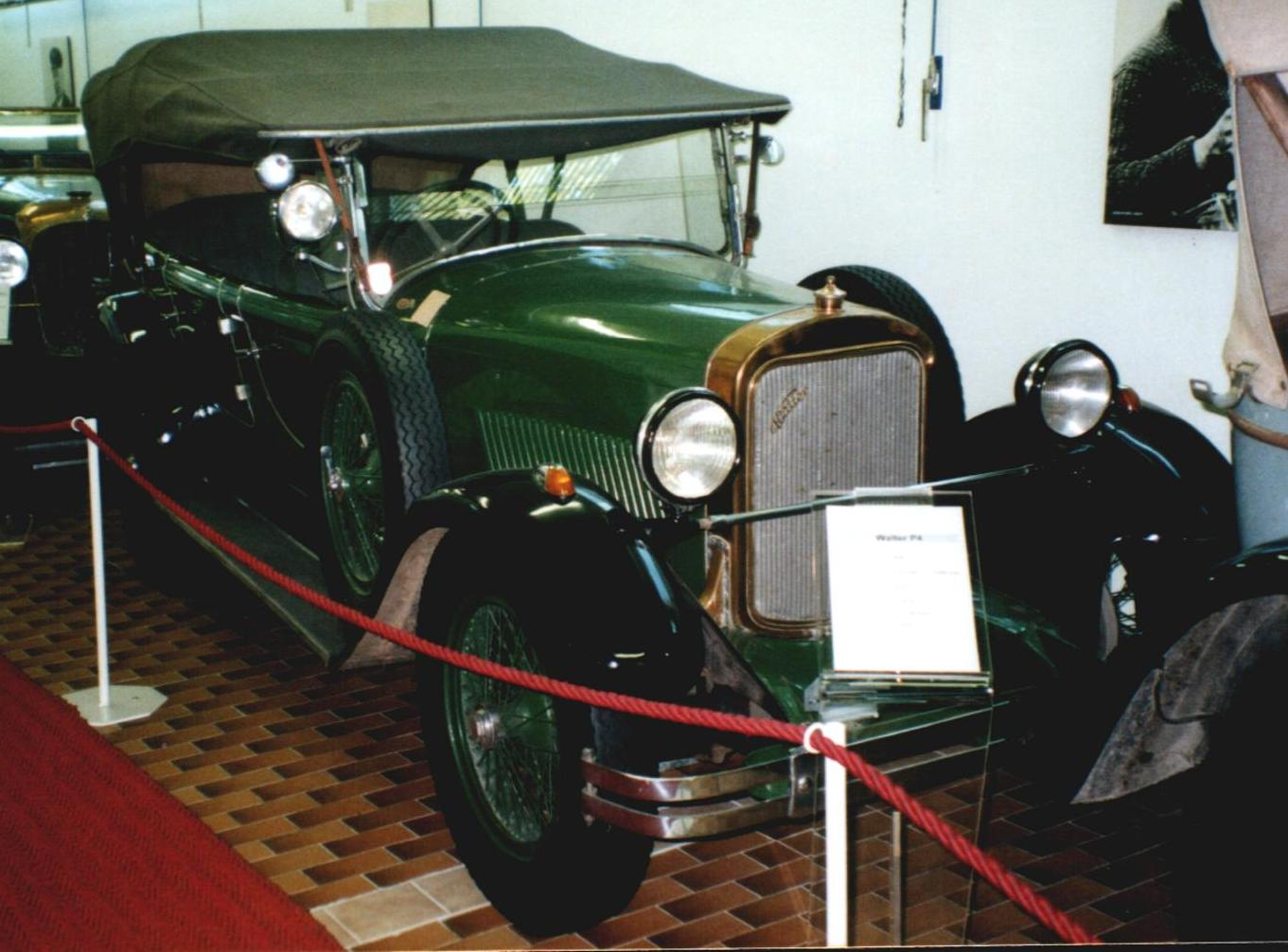
Walter P IV (1928)
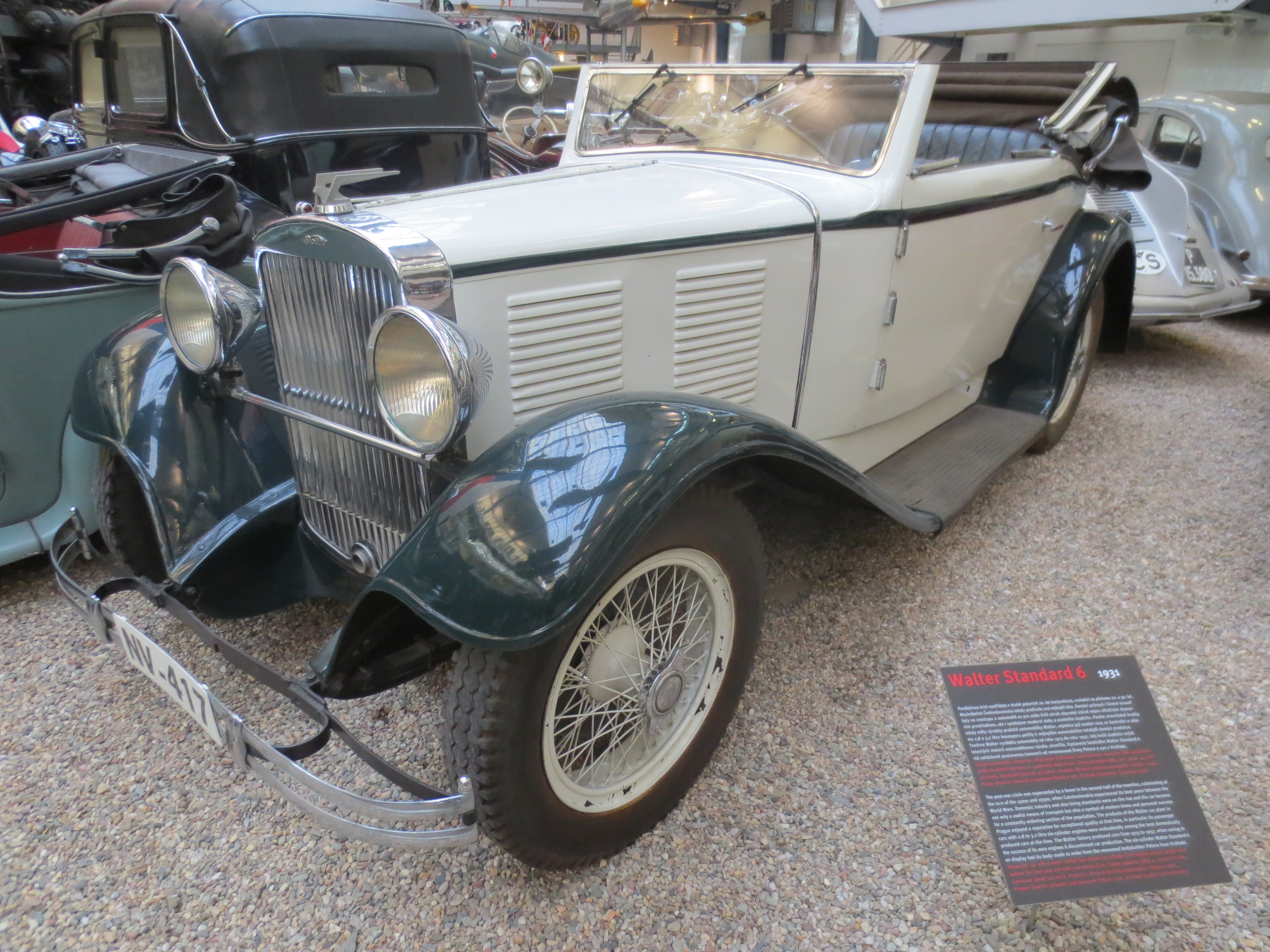
Walter Standard 6 (1931) v hale NTM 2018
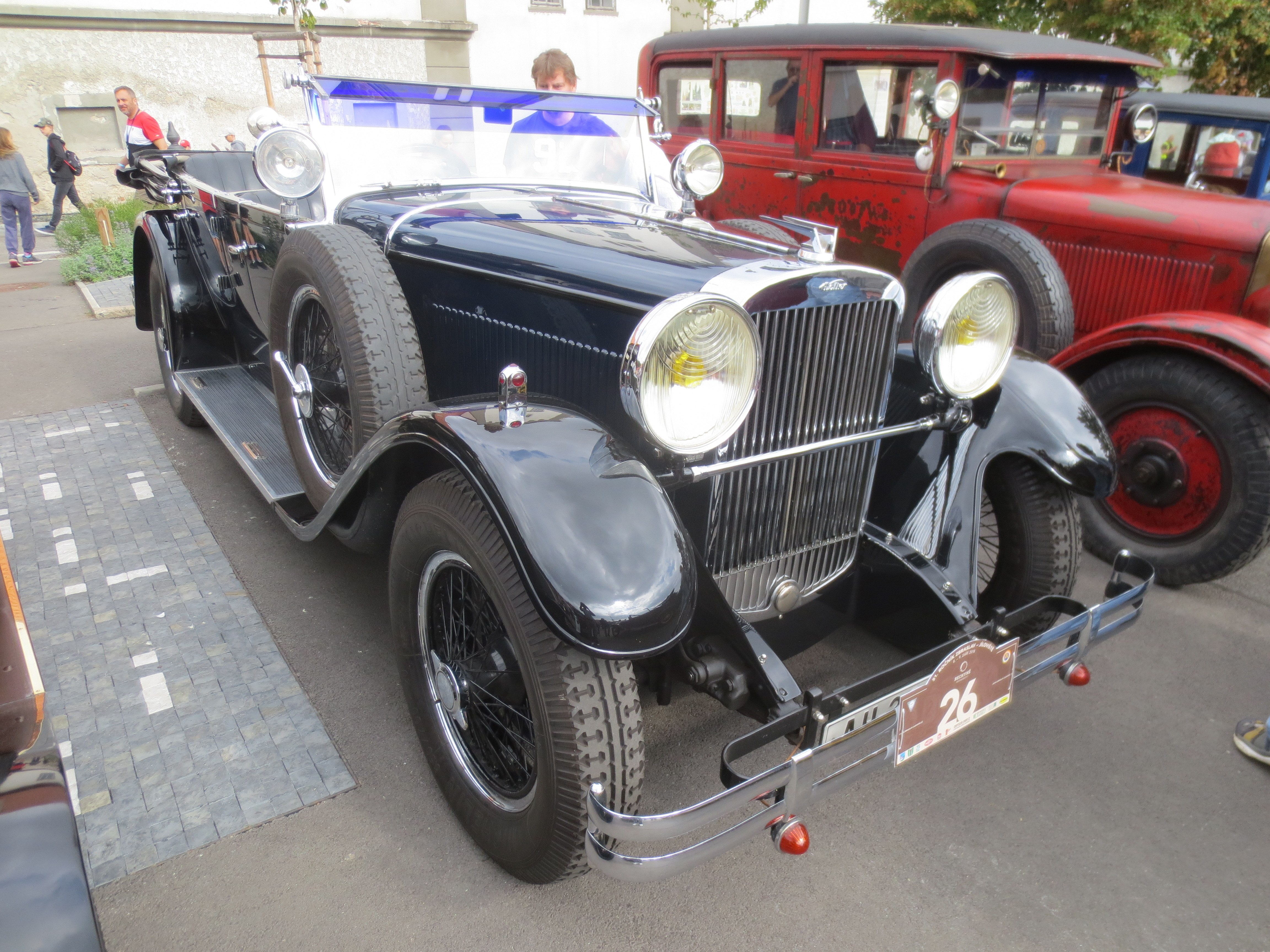
Walter Super 6 (1930) touring na Zbraslav - Jíloviště 2018
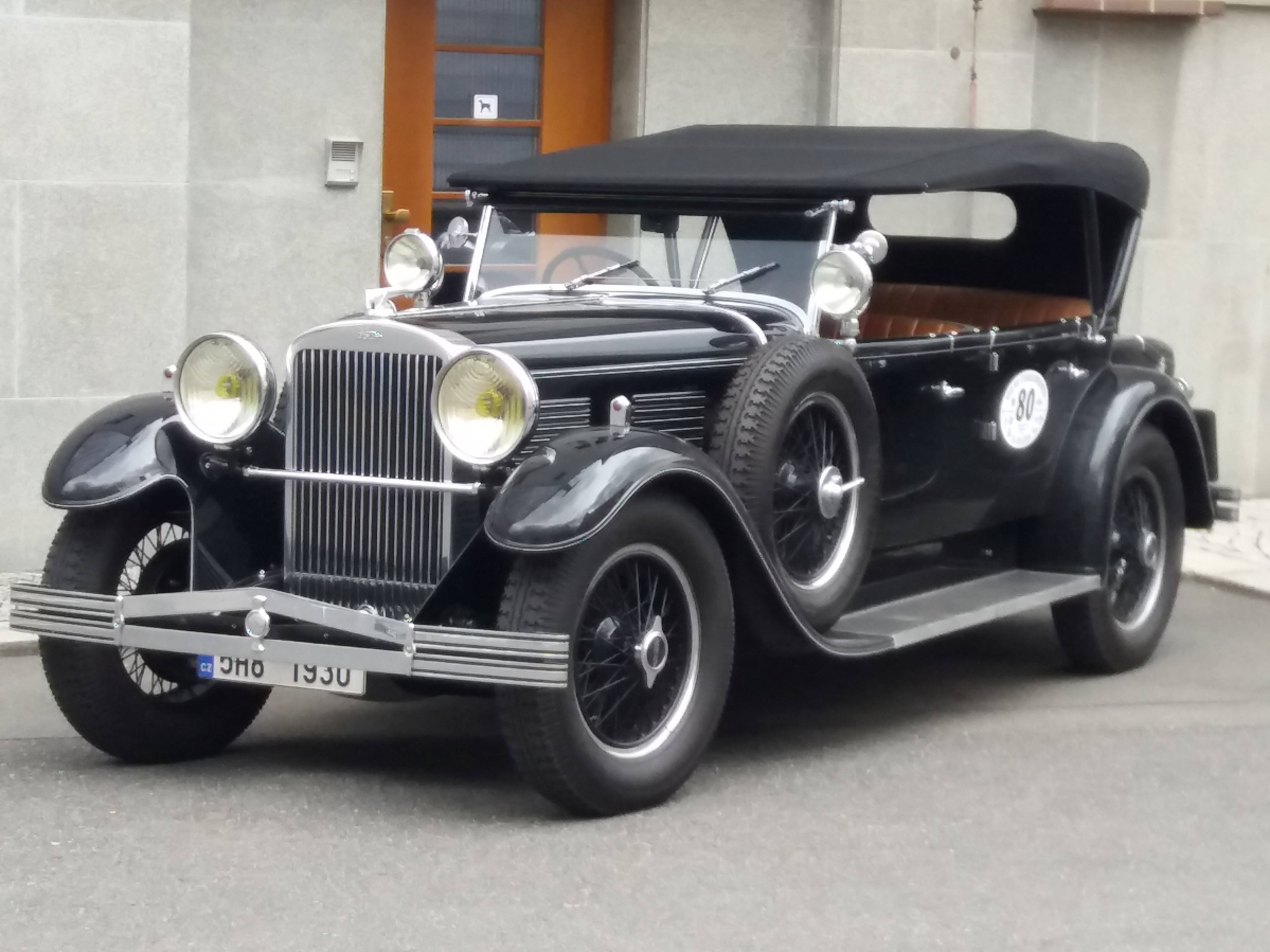
Walter Super 6 (1930) touring na 1000 mil čs. 2019
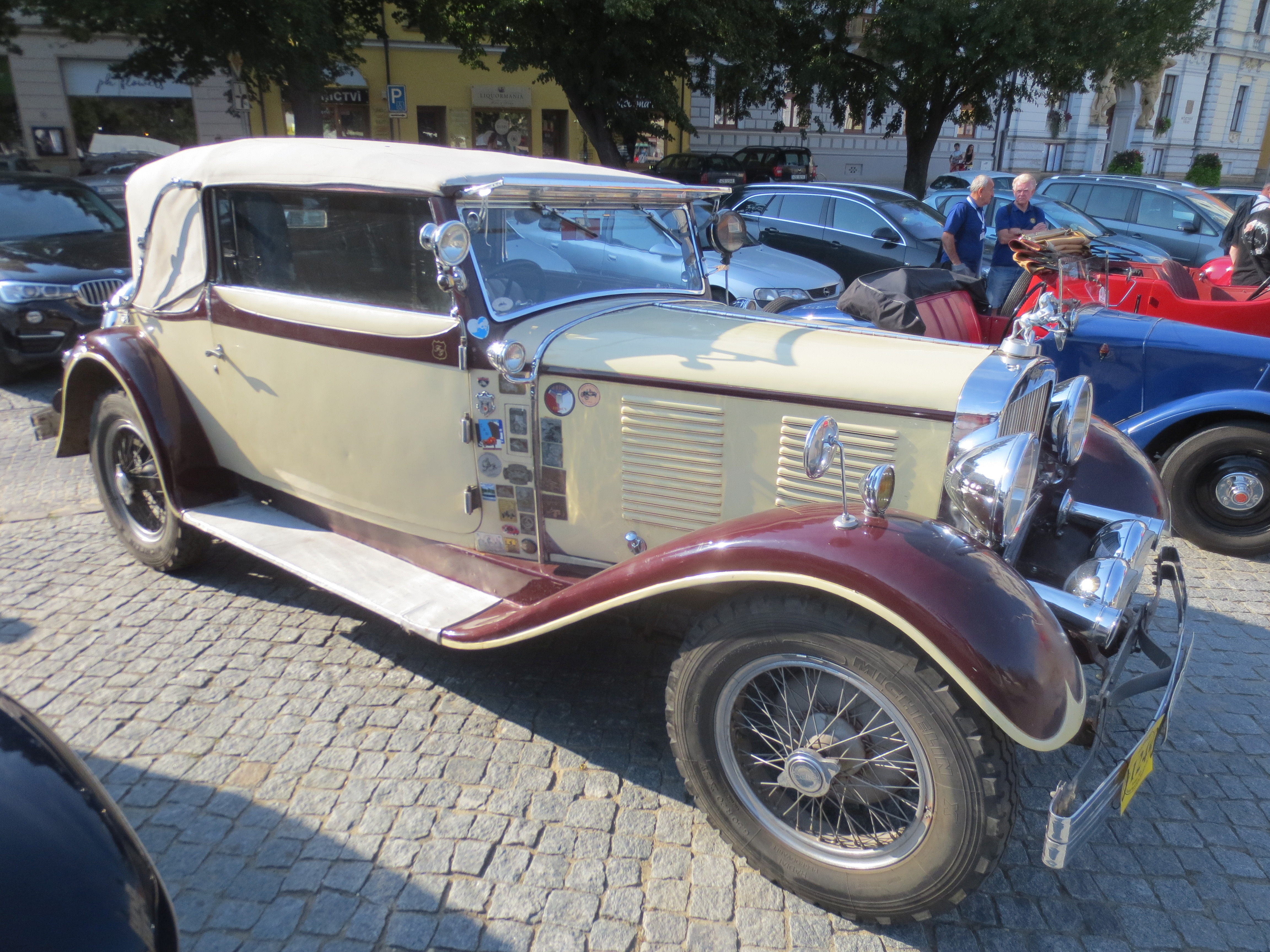
Walter Super 6 (1930) kabriolet na Veteránech Moravským Slováckem 2018
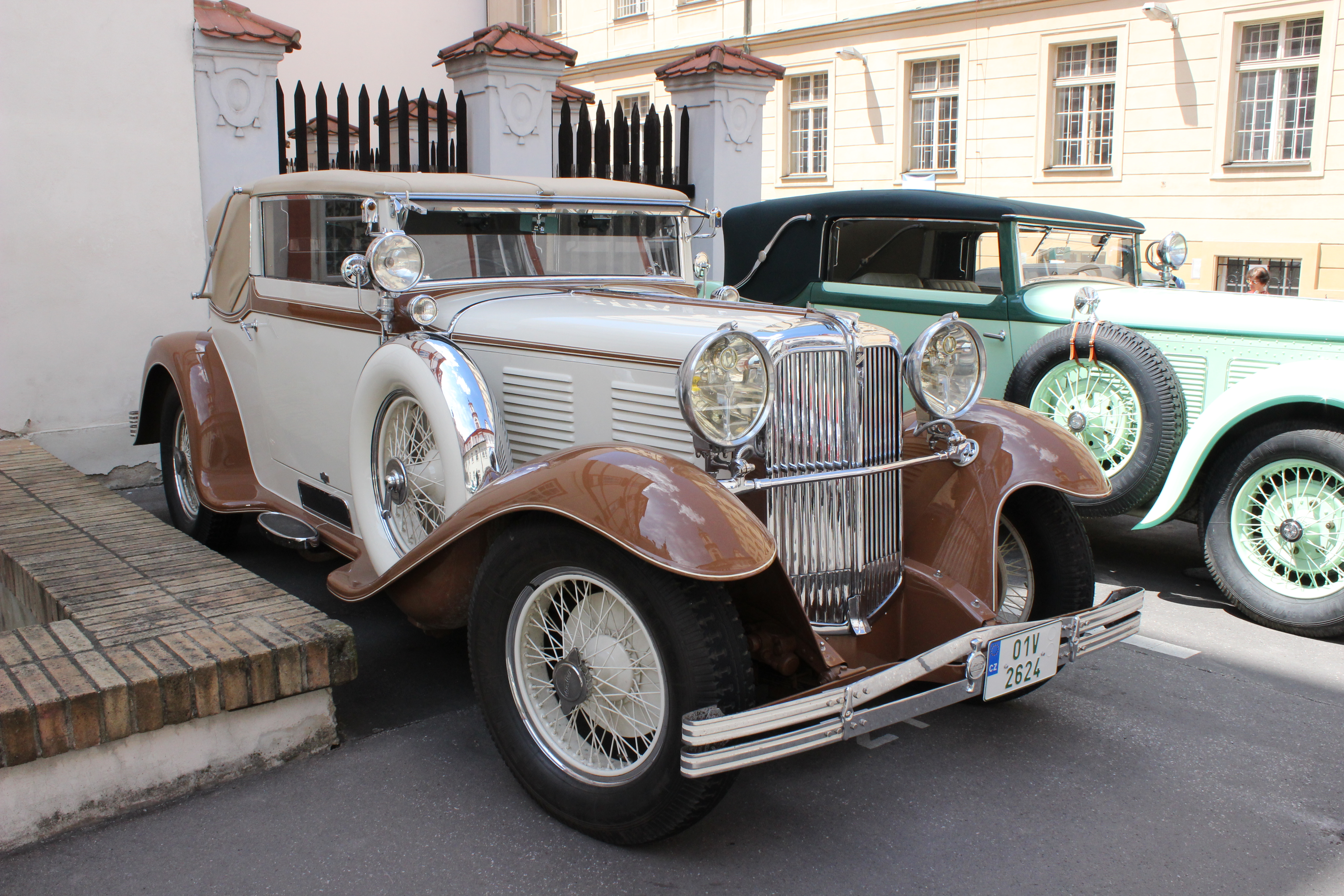
Walter Regent (1932) na výstavě automobilů ČVUT 2016
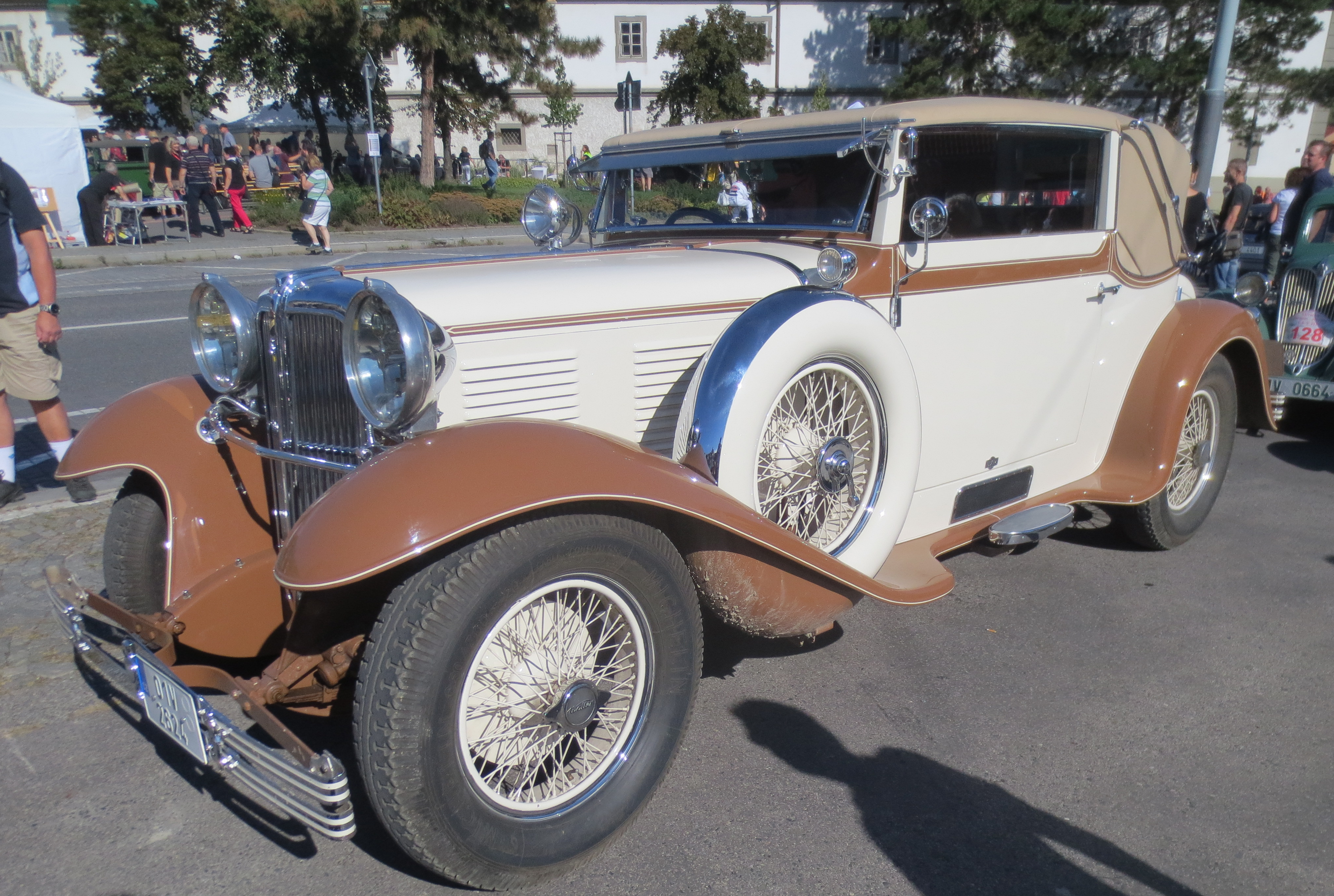
Walter Regent, kabriolet Sodomka (1932) na Zbraslav-Jíloviště 2020
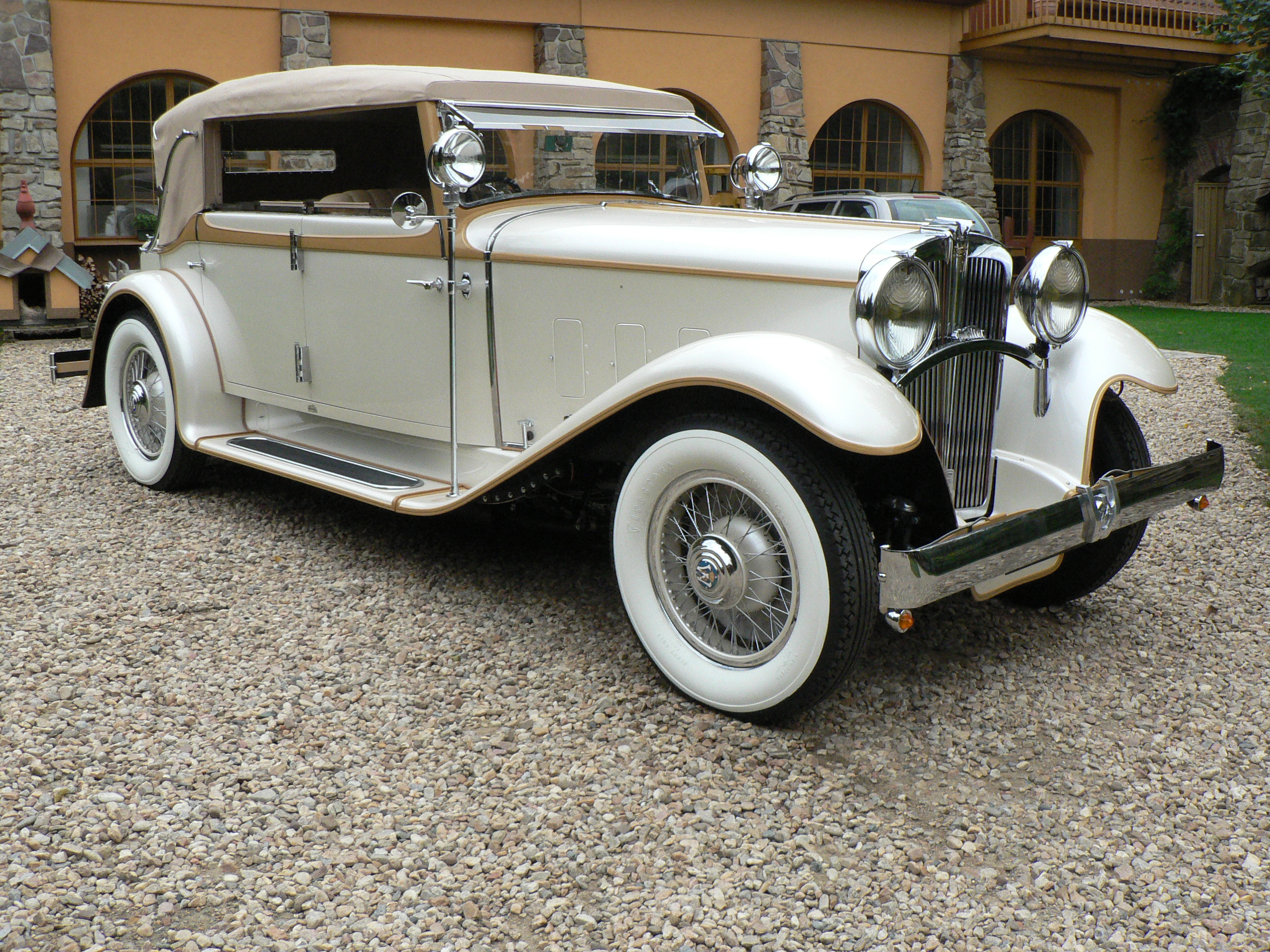
Walter Royal (1931) po renovaci společností Hicar 2017

| Typ        | Rok  | Počet válců/Rozvod | Objem cm³ (vrtání x zdvih) | Výkon         | Rozvor mm | Rozchod mm |
| W-III      | 1912 | 4R SV              | 2613 (80 x 130 mm)         | 22 kW/30 k    | 2670      | 1200       |
| W-II       | 1913 | 4R SV              | 1847 (70 x 120 mm)         | 17,6 kW/24 k  | 2560      | 1100       |
| W-I        | 1913 | 4R SV              | 1240 (60 x 110 mm)         | 11 kW/15 k    | 2560      | 1100       |
| WZ         | 1919 | 4R SV              | 1544 (64 x 120 mm)         | 11,8 kW/16 k  | 2760      | 1220       |
| WIZ        | 1919 | 4R SV              | 1544 (64 x 120 mm)         | 13,2 kW/18 k  | 2760      | 1220       |
| WZ         | 1923 | 4R OHV             | 1544 (64 x 120 mm)         | 14,7 kW/20 k  | 2800      | 1220       |
| WIZI       | 1920 | 4R SV              | 2120 (75 x 120 mm)         | 18,4 kW/25 k  | 2830      | 1250       |
| WIZI       | 1923 | 4R OHV             | 2120 (75 x 120 mm)         | 22 kW/30 k    | 2830      | 1250       |
| 0          | 1924 | 4R OHC             | 1945 (72,5 x 117,8 mm)     | 58,8 kW/80 k  | 2760      | 1400       |
| P-I        | 1924 | 4R OHV             | 1945 (72,5 x 117,8 mm)     | 22 kW/30 k    | 3000      | 1350       |
| P-II       | 1925 | 4R OHV             | 1945 (72,5 x 117,8 mm)     | 22 kW/30 k    | 3000      | 1365       |
| P-III      | 1926 | 4R OHV             | 1945 (72,5 x 117,8 mm)     | 22 kW/30 k    | 3100      | 1400       |
| P-IV       | 1927 | 4R OHV             | 2368 (80 x 117,8 mm)       | 26,5 kW/36 k  | 3100      | 1400       |
| 4 B        | 1928 | 4R OHV             | 1908 (75 x 108 mm)         | 25,7 kW/35 k  | 3300      | 1380       |
| 6 B        | 1928 | 6R OHV             | 2863 (75 x 108 mm)         | 44,1 kW/60 k  | 3300      | 1400       |
| Standard 6 | 1930 | 6R OHV             | 2863 (75 x 108 mm)         | 44,1 kW/60 k  | 2800      | 1370       |
| Super 6    | 1930 | 6R OHV             | 3257 (80 x 108 mm)         | 51,5 kW/70 k  | 3300      | 1400       |
| Super 6B   | 1930 | 6R OHV s komp.     | 3257 (80 x 108 mm)         | 84,6 kW/115 k | 3300      | 1400       |
| Regent     | 1932 | 6R OHV             | 3257 (80 x 108 mm)         | 58,8 kW/80 k  | 3300      | 1450       |
| Royal      | 1932 | 12V OHV            | 5874 (76 x 108 mm)         | 88,2 kW/120 k | 3700      | 1430       |
| Standard S | 1934 | 6R OHV             | 3257 (80 x 108 mm)         | 58,8 kW/80 k  | 2800      | 1370       |

## Automobily Walter v licenci Fiat

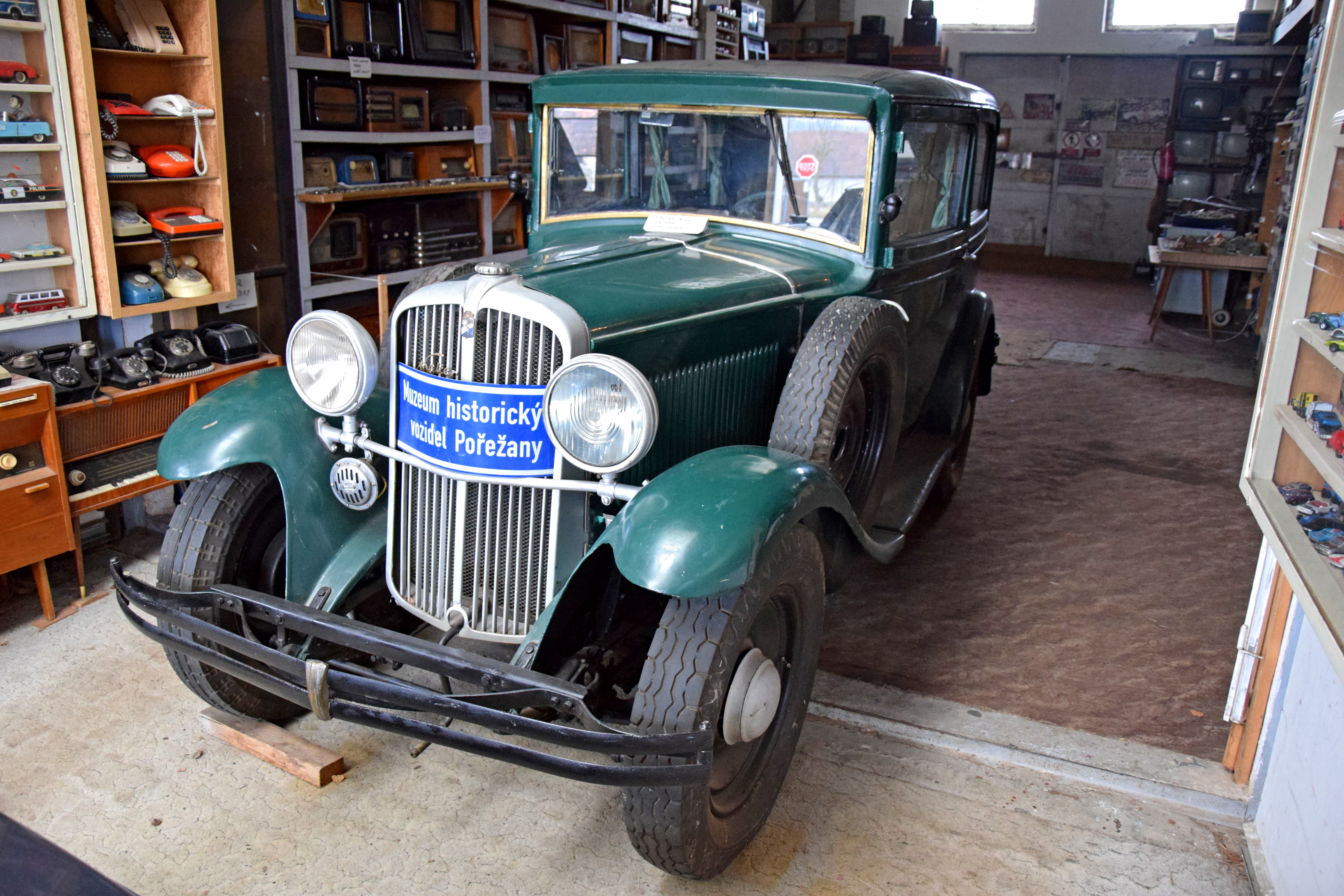
Walter Bijou (1931) v Muzeu historických vozidel v Pořežanech 2018
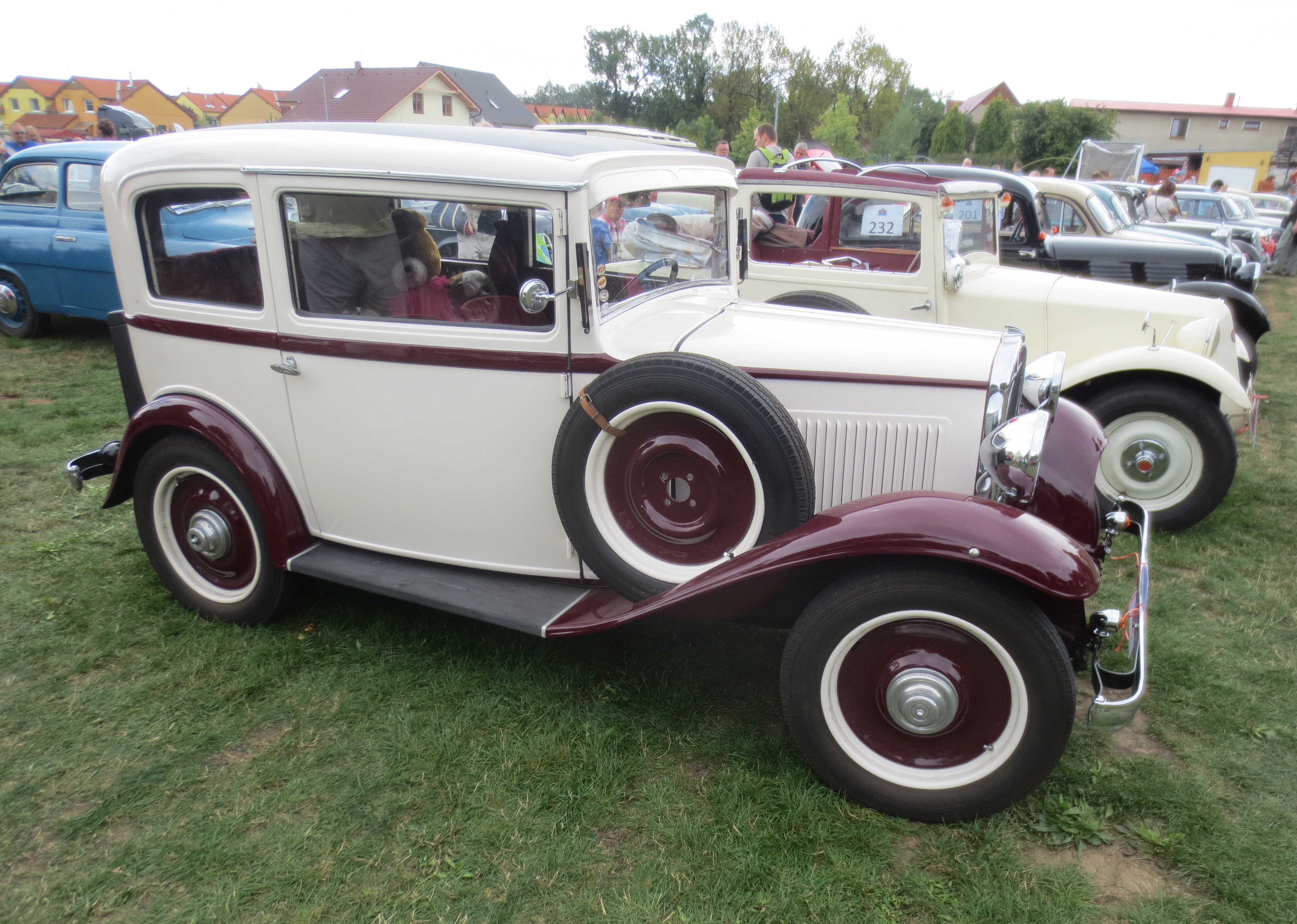
Walter Junior (1933) limuzína na Tachlovickém trojúhelníku 2018
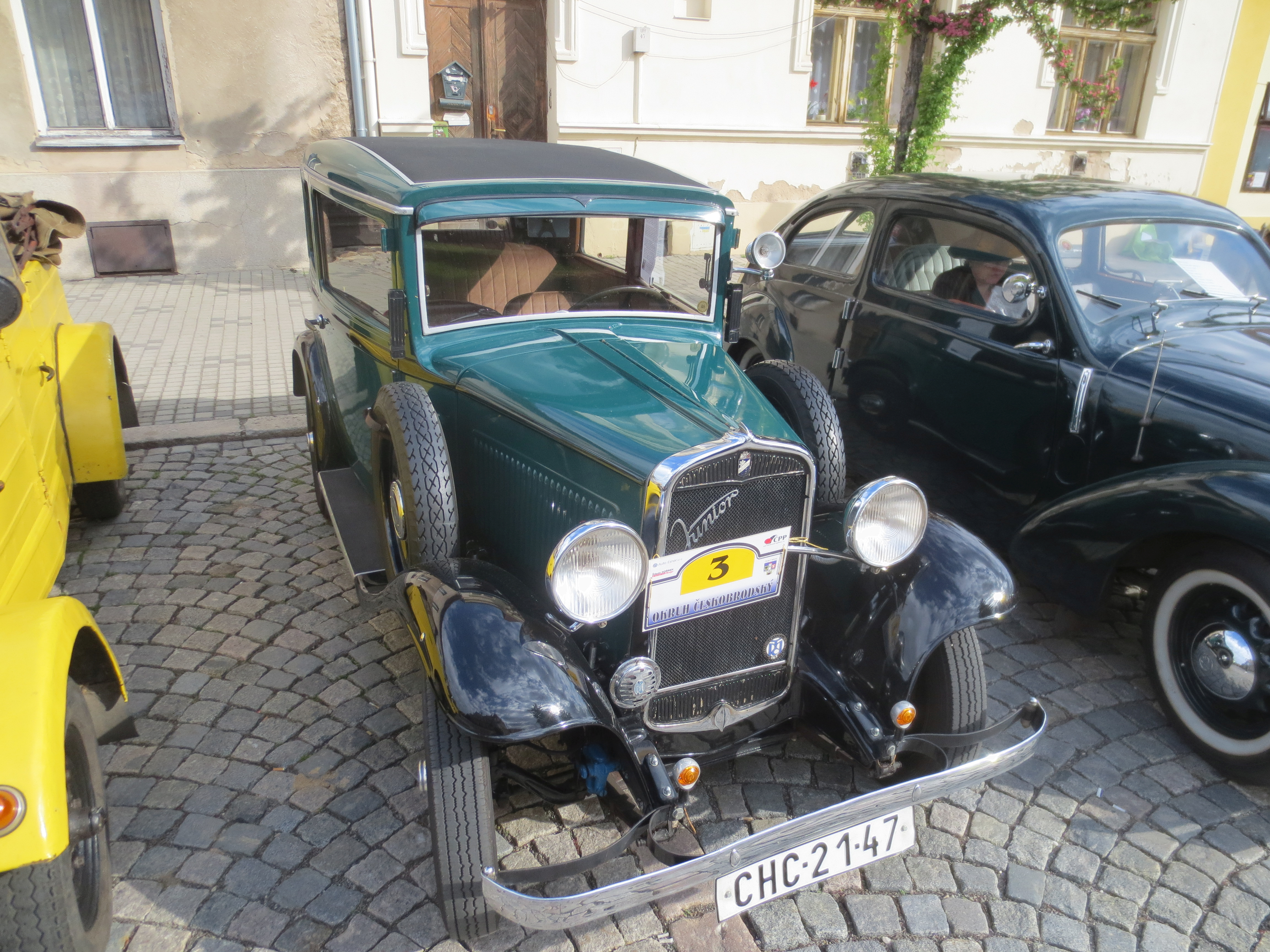
Walter Junior (1934) limuzína na Českobrodském okruhu 2018
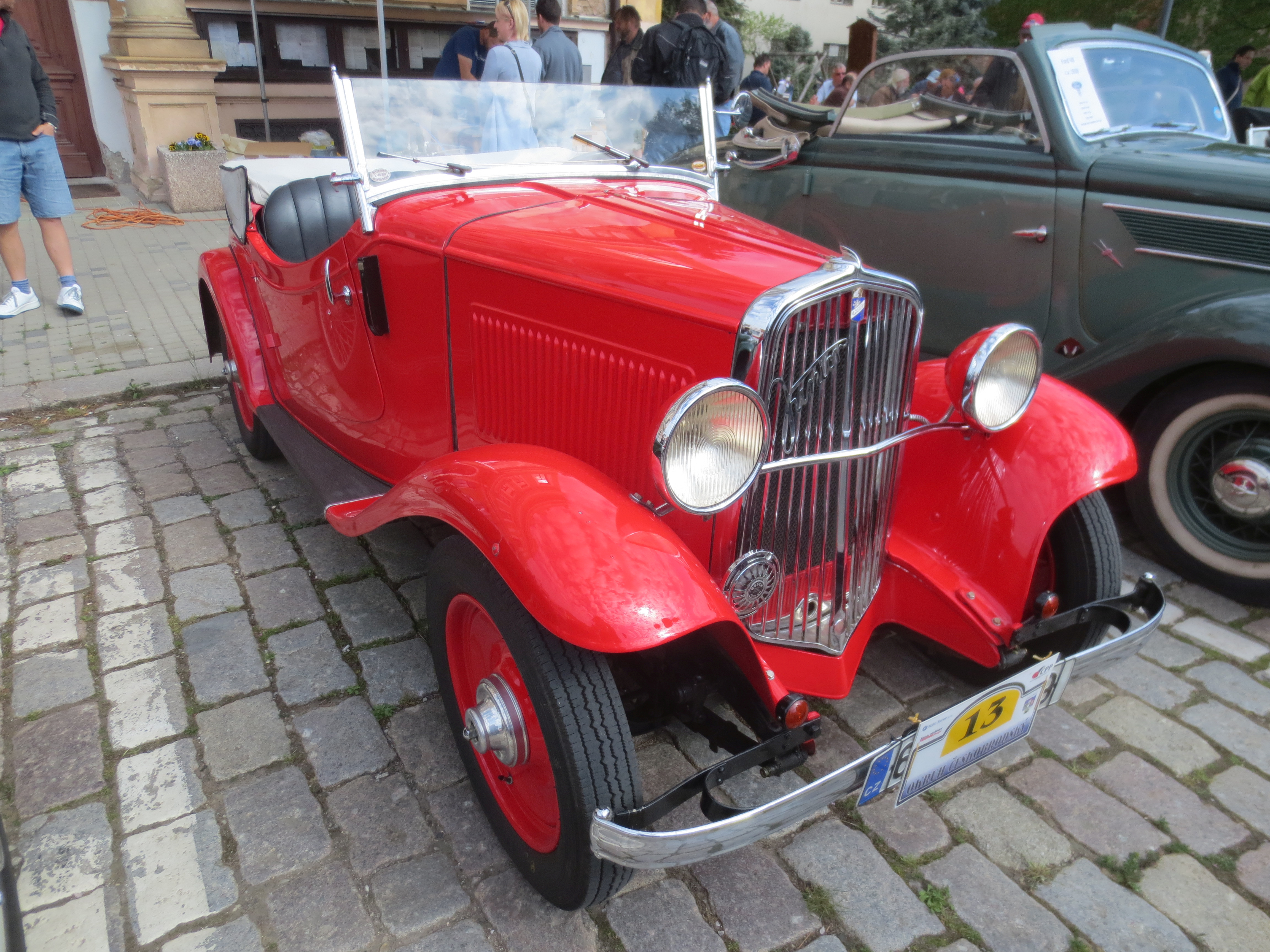
Walter Junior (1933) roadster na Českobrodském okruhu 2018
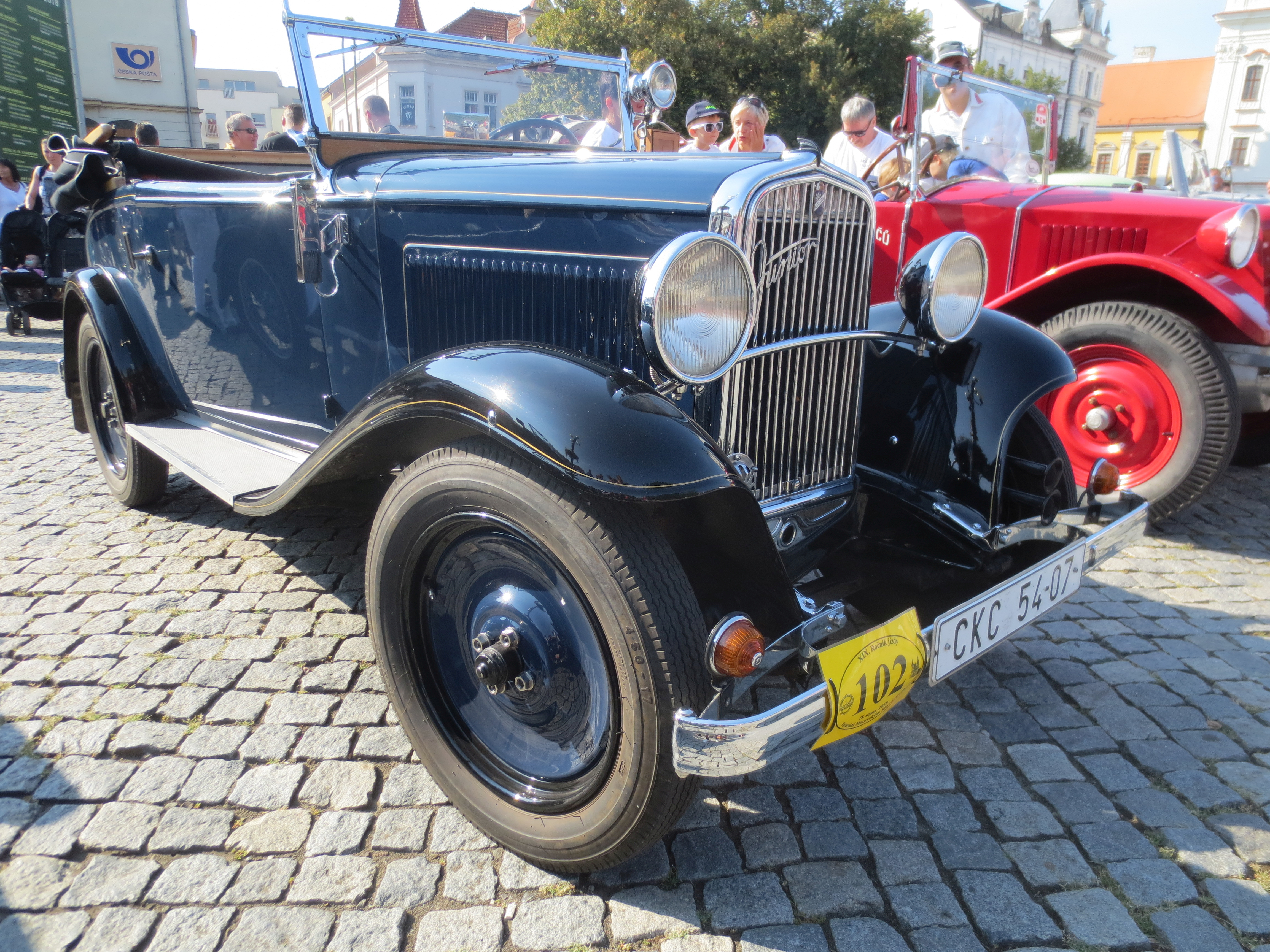
Walter Junior (1934) kabriolet na Veteránech Moravským Slováckem 2018
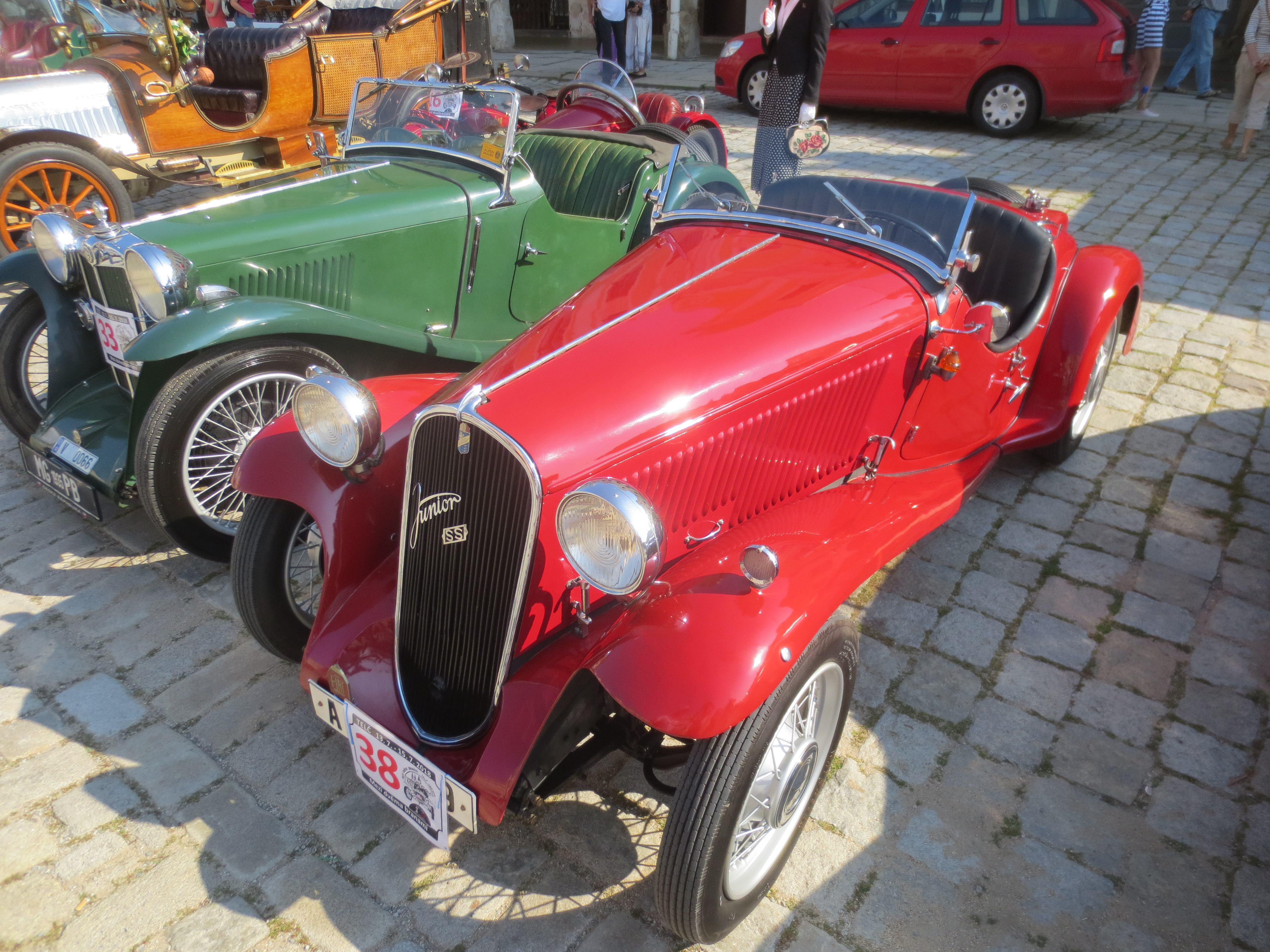
Walter Junior SS (1935) v Telči 2018
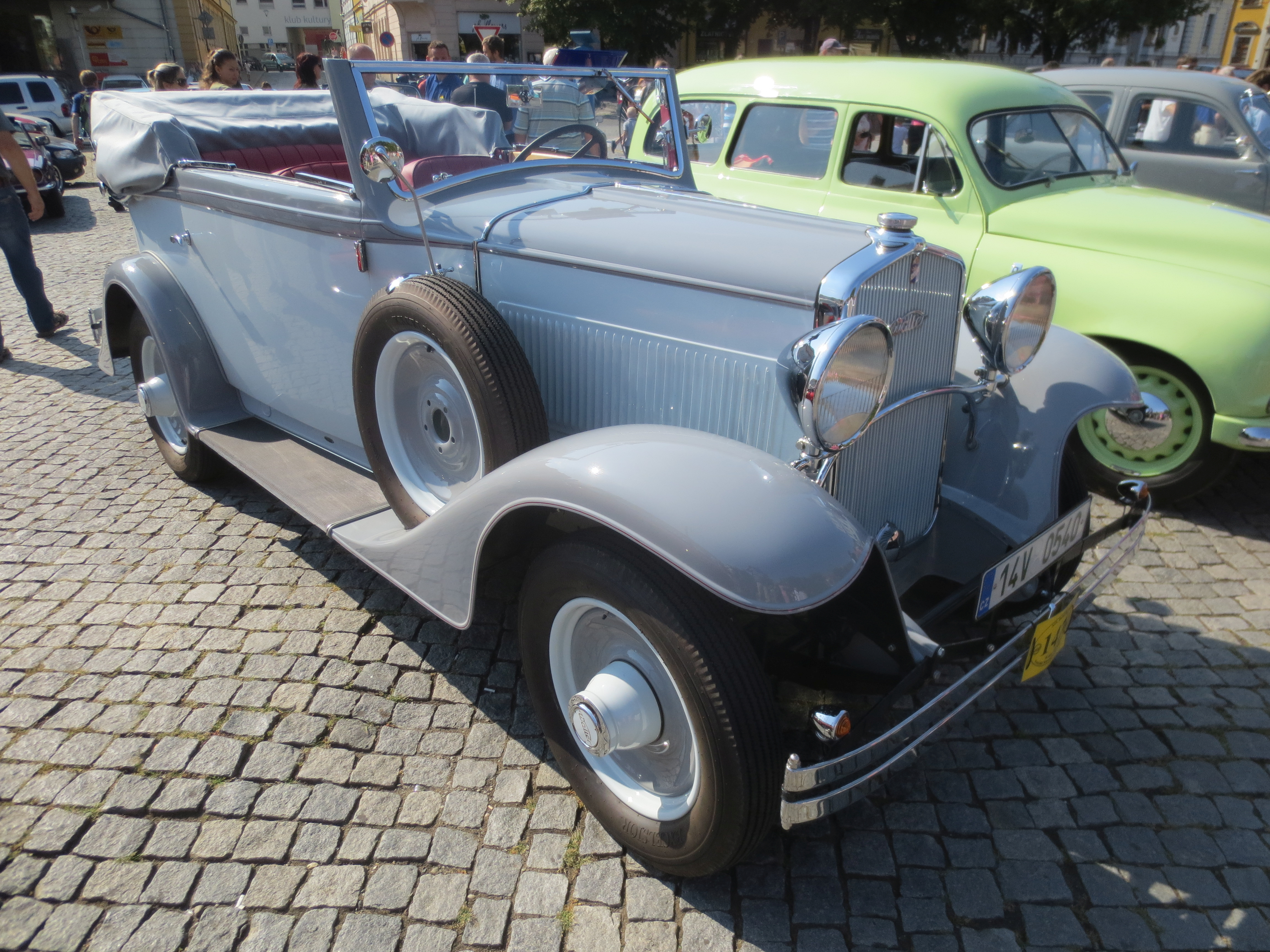
Walter Princ (1934) kabriolet na Veteránech Moravským Slováckem 2018
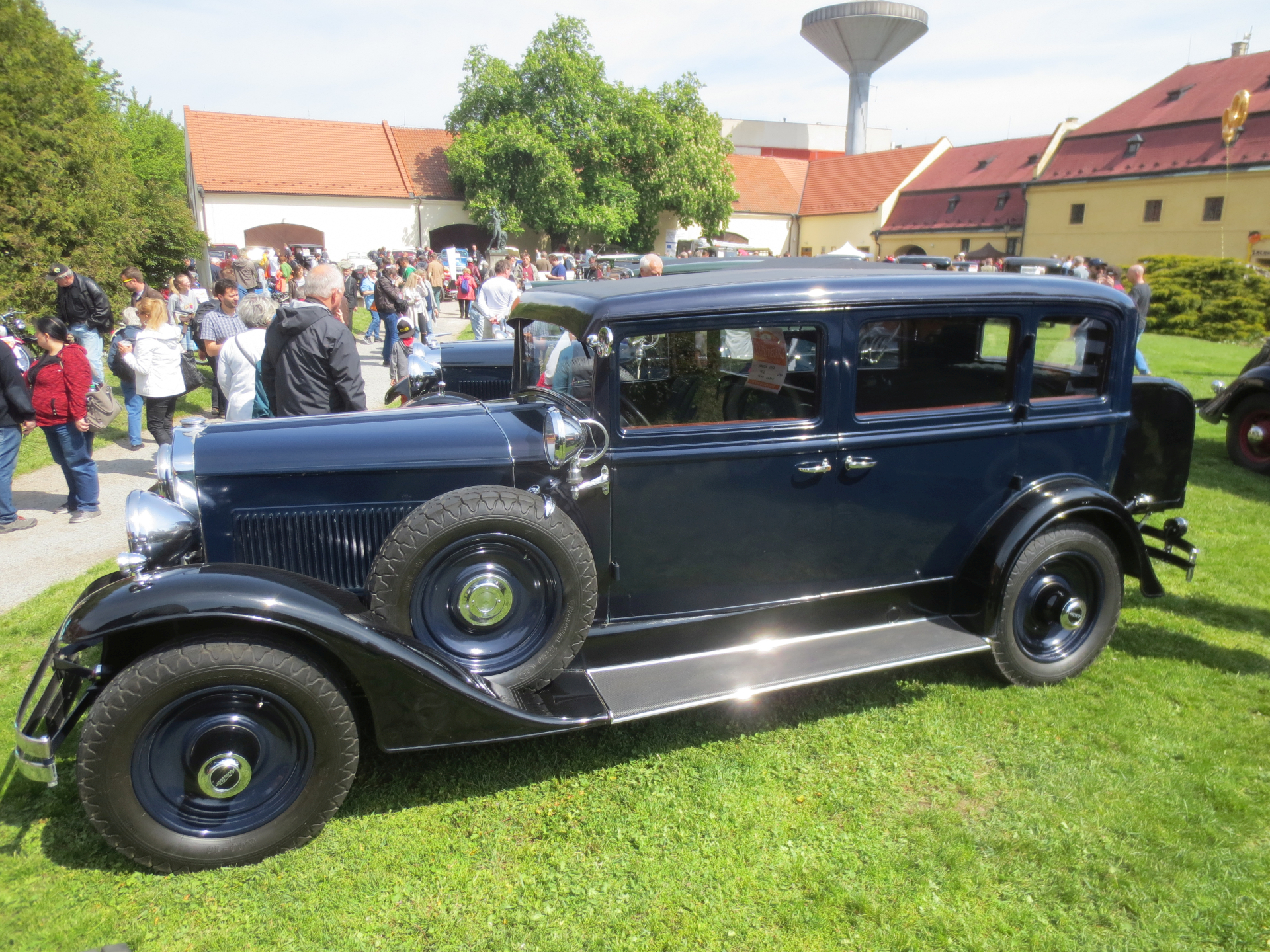
Walter Lord (1932) limuzína v Roztokách 2019
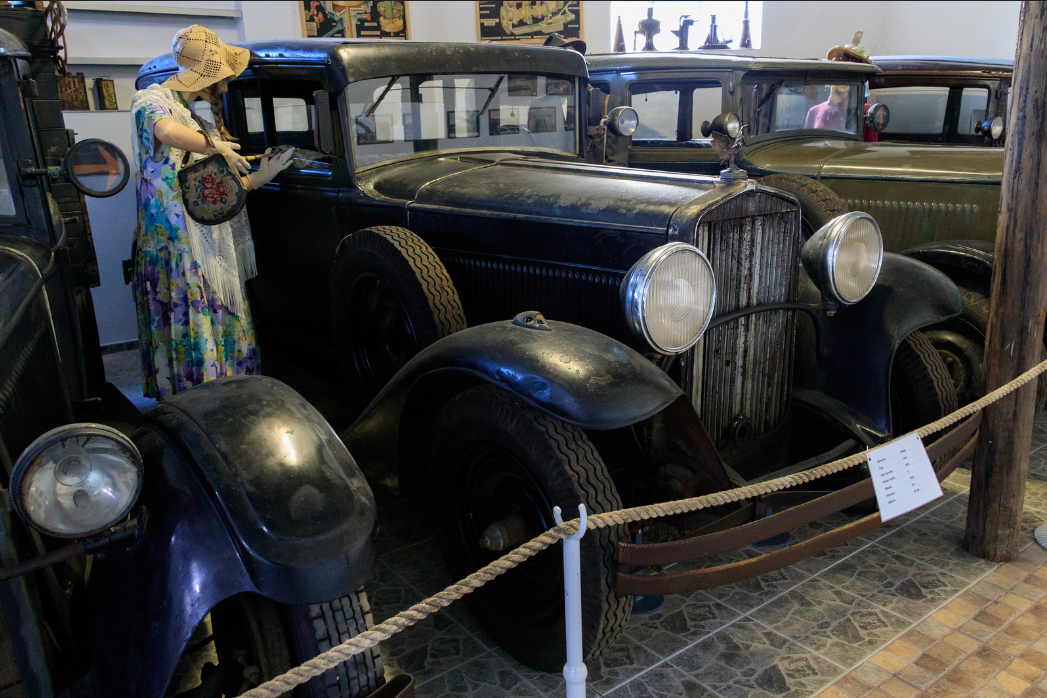
Walter Lord (1932) limuzína v Muzeu motorismu Znojmo 2019
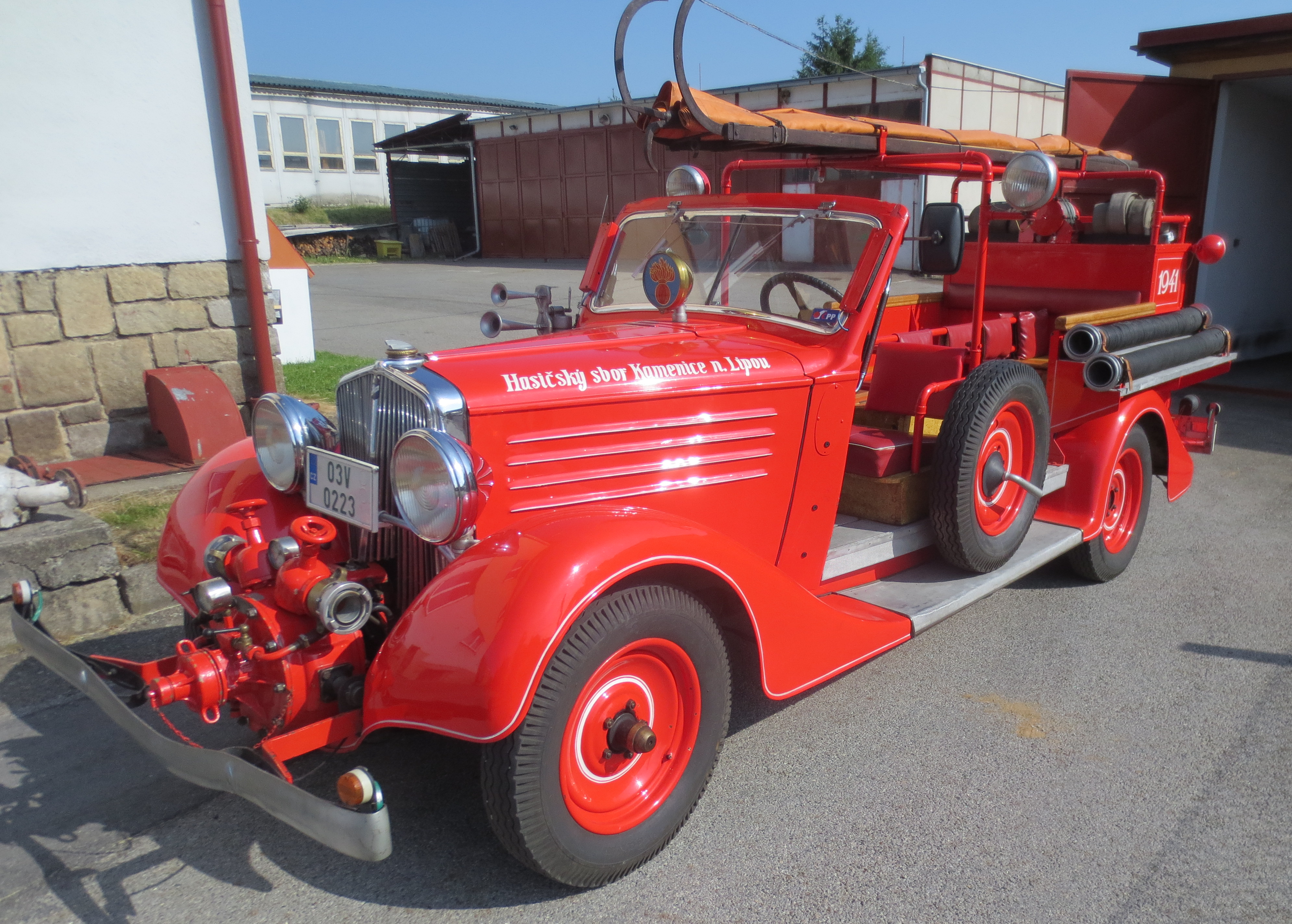
Walter Lord (1935) hasičský vůz v Kamenici n.L. 2019

| Typ       | Rok  | Uspořádání válců | Objem cm³ | Výkon | Rozvor mm | Rozchod mm | Model Fiat         |
| Bijou     | 1931 | 4 SV             | 1438      | 32 k  | 2555      | 1220       | Fiat 514           |
| Junior    | 1932 | 4 SV             | 995       | 22 k  | 2250      | 1200       | Fiat 508 Ballila   |
| Junior S  | 1933 | 4 SV             | 995       | 30 k  | 2250      | 1220       | Fiat 508 Ballila S |
| Junior SS | 1934 | 4 OHV            | 1089      | 35 k  | 2250      | 1220       | Fiat 508C          |
| Princ     | 1932 | 6 SV             | 2492      | 50 k  | 2775      | 1410       | Fiat 522C          |
| Lord      | 1932 | 6 SV             | 2492      | 55 k  | 3250      | 1410       | Fiat 522L          |

## Automobily užitkové (nákladní vozy, dodávky, nástavby a autobusy)
K výrobě osobních automobilů se záhy připojuje i výroba užitkových automobilů. Z počátku to byly pouze dodávkové a sanitní verze osobních automobilů jako např. WZ, Bijou a Junior v provedení se skříňovou karoserií či jako otevřený valník. Od roku 1924 jsou vyráběny samostatné nákladní vozy, autobusy a další typy užitkových vozidel. Byly vyráběny buď s původními motory z osobních automobilů (Comercial/4B, PN (I-VI serie)/WIZI a P, Universal/Super 6, D-bus a hasičský V-12/Royal) a nebo s originálními motory a podvozky (PN/VII-XVI serie, FN/FNA, Diesel 3t a 5t, Ideal). Samostatnou kapitolu tvoří licenční (Junkers) nákladní automobily s dieselovými motory Walter Diesel 3t a 5t. Po II. světové válce se krátce vyráběly benzínové motory pro nákladní automobily Praga RN (továrna Praga byla v podstatě zlikvidována americkým náletem 6 týdnů před koncem války) a poslední verze úspěšných nákladních vozů vlastní konstrukce PN (XV. a XVI. serie). Užitková vozidla se v Jinonicích vyráběla v letech 1920–1950.

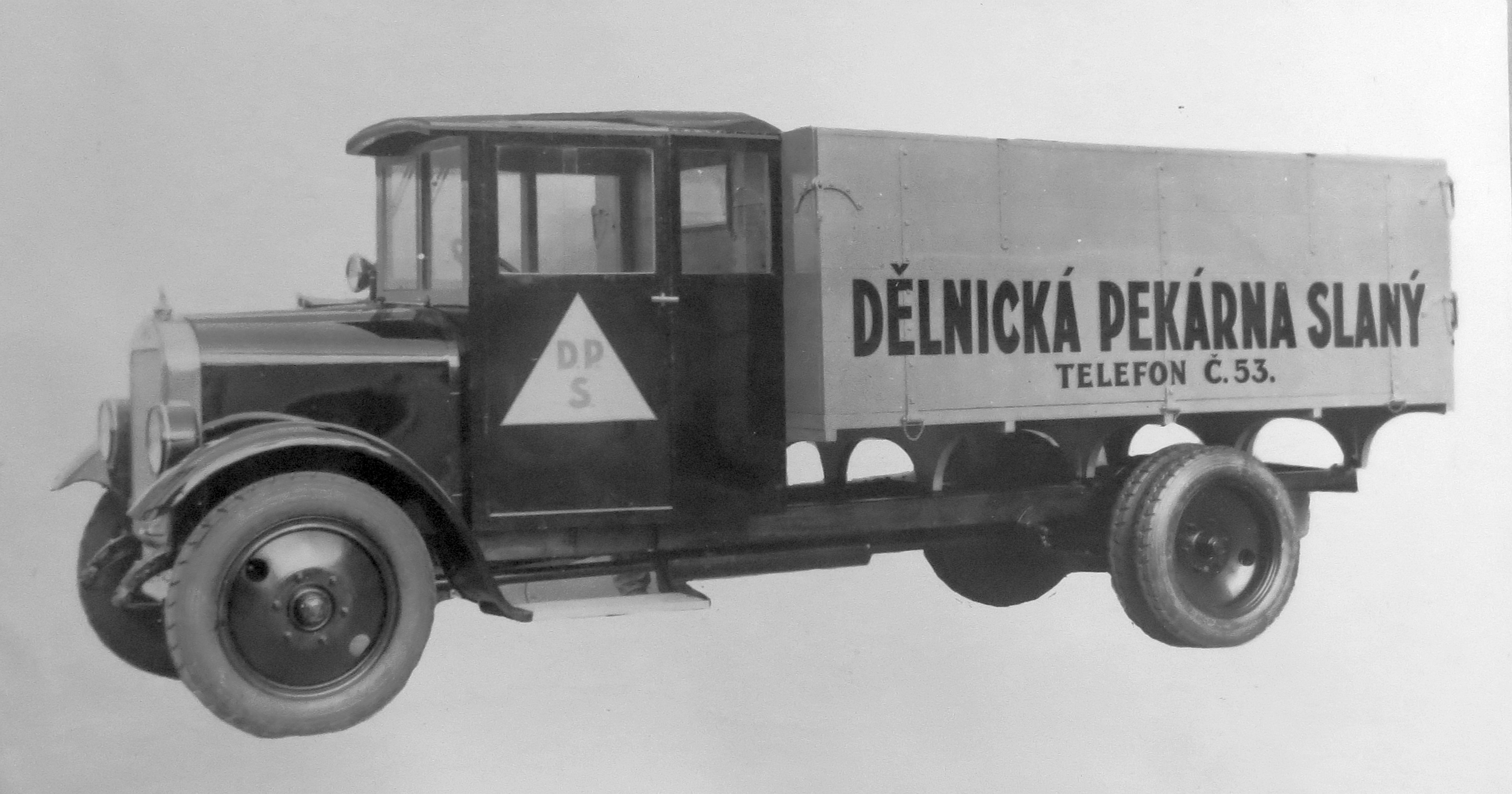
Walter PN, valník (1927)
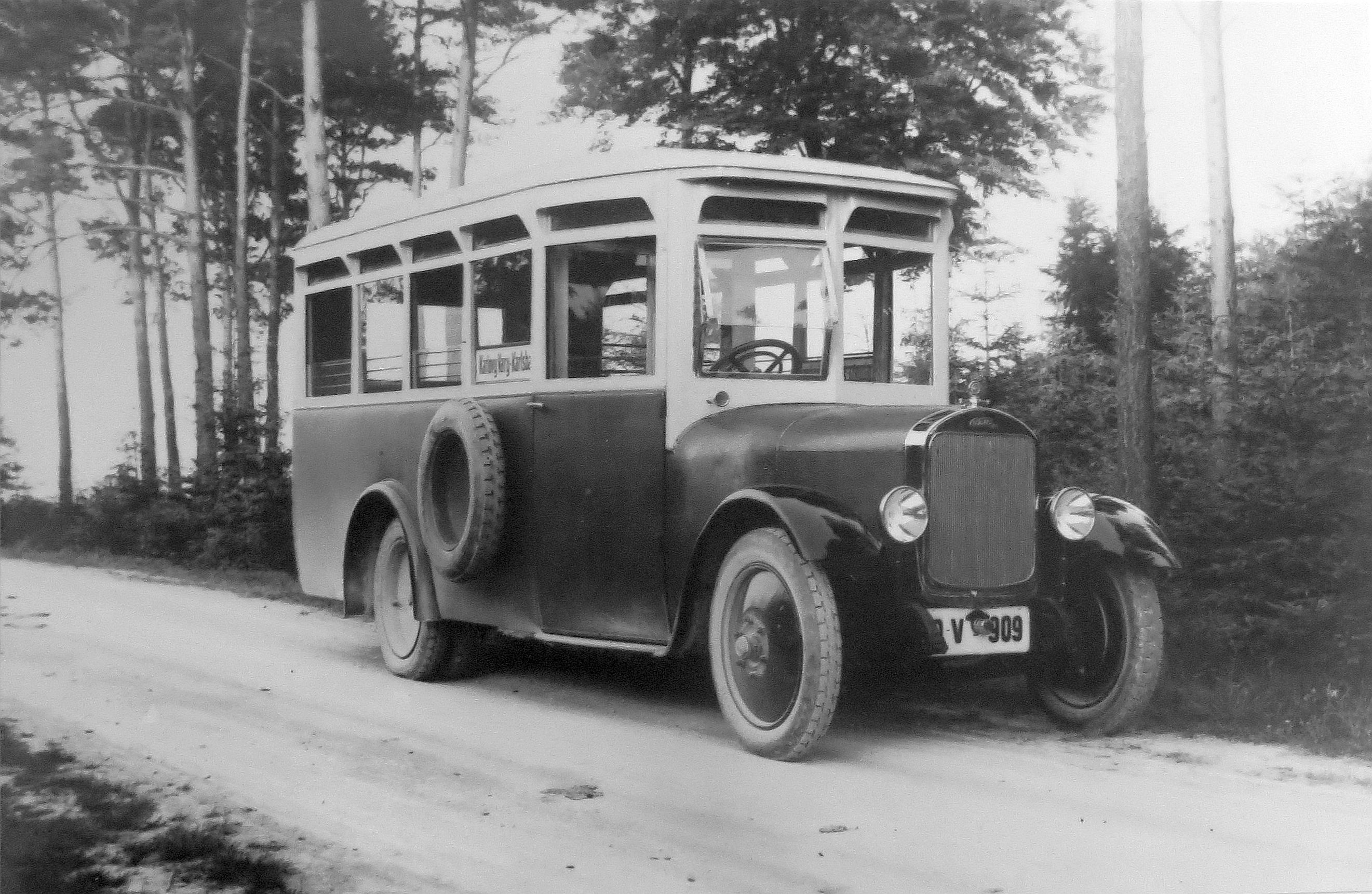
Walter PN, autobus (1927)
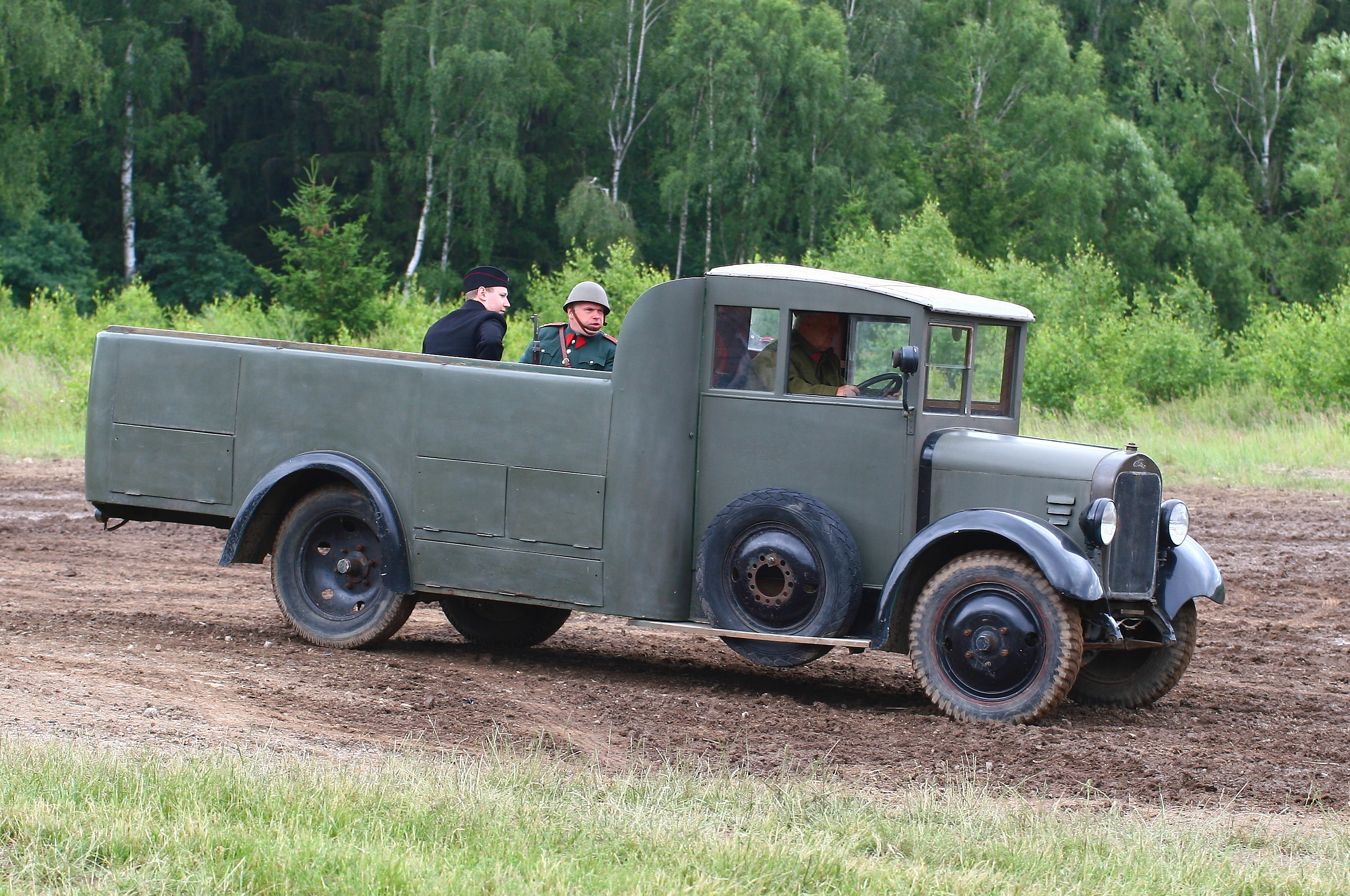
Walter Comercial, policejní vůz (1930–1935)
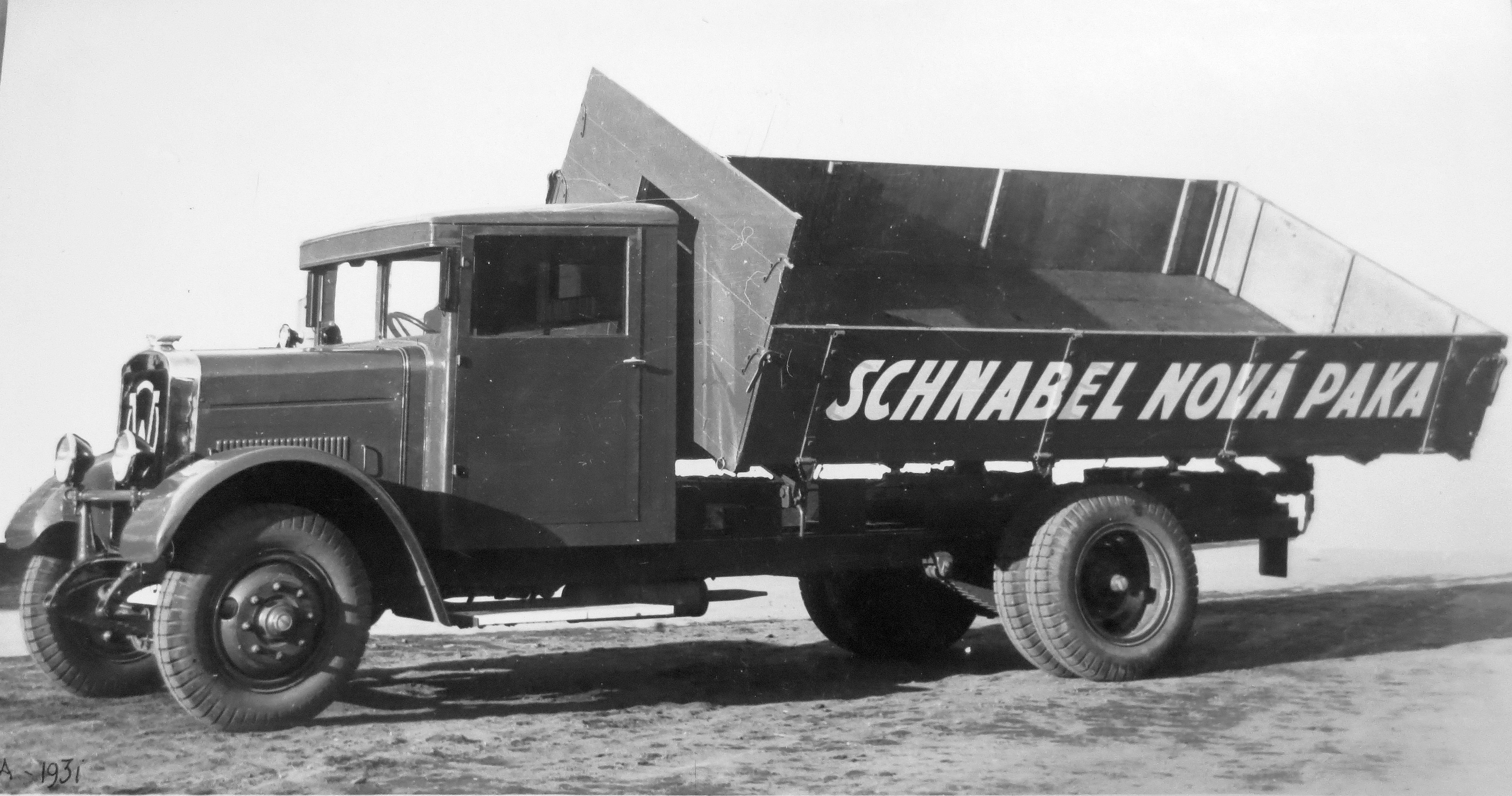
Walter FN/FNA, sklápěčka (1930–1935)
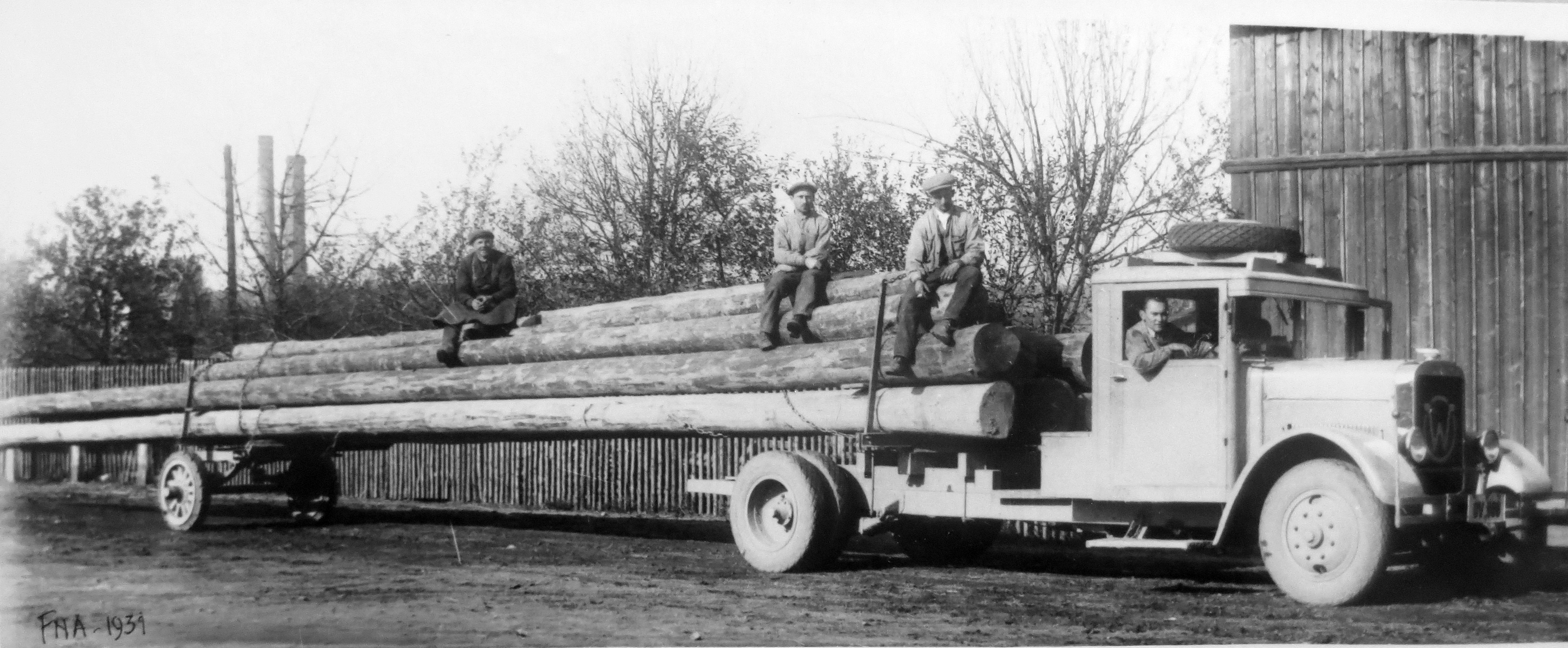
Walter FNA, tahač (1931)
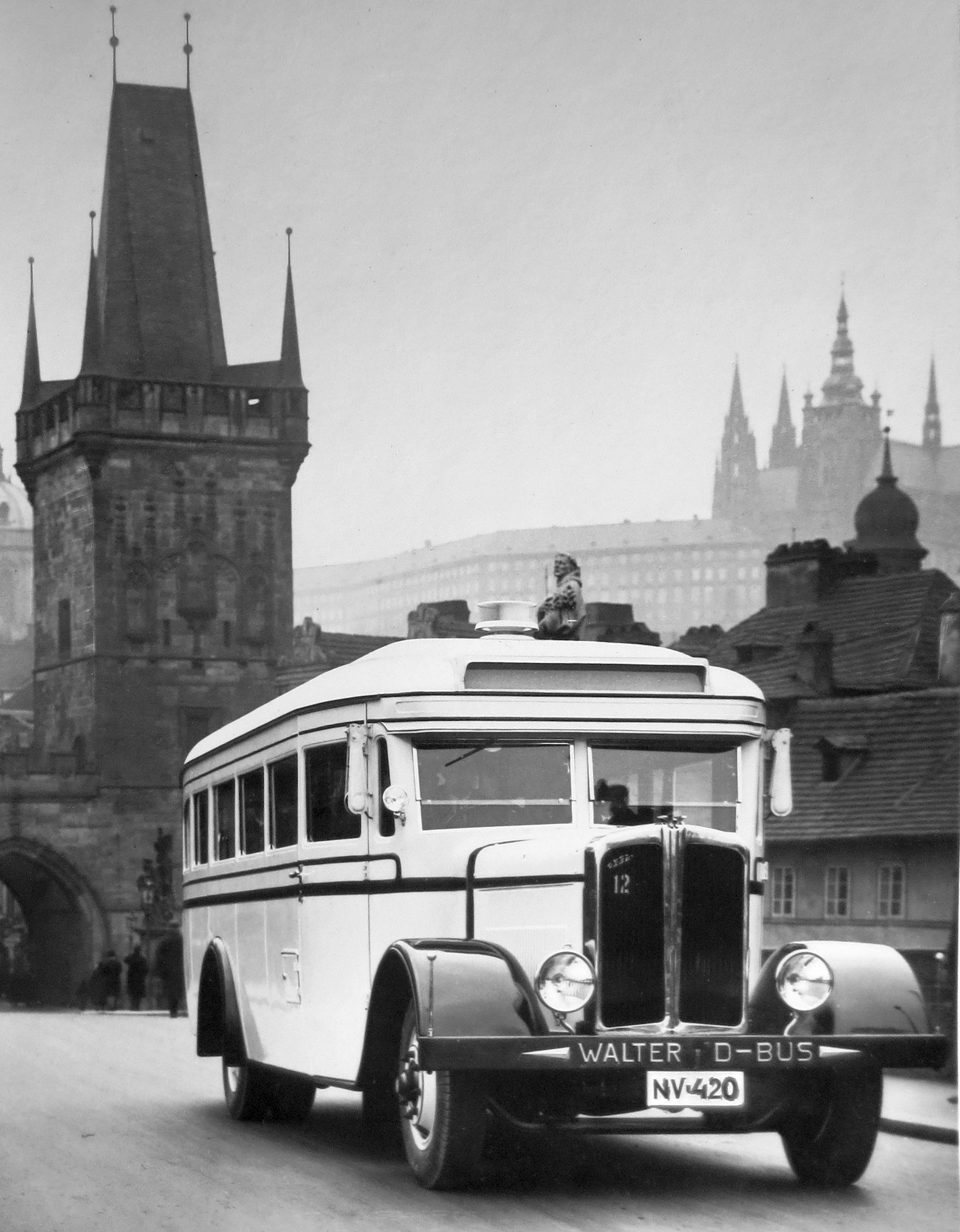
Walter D-Bus (1931–1934)
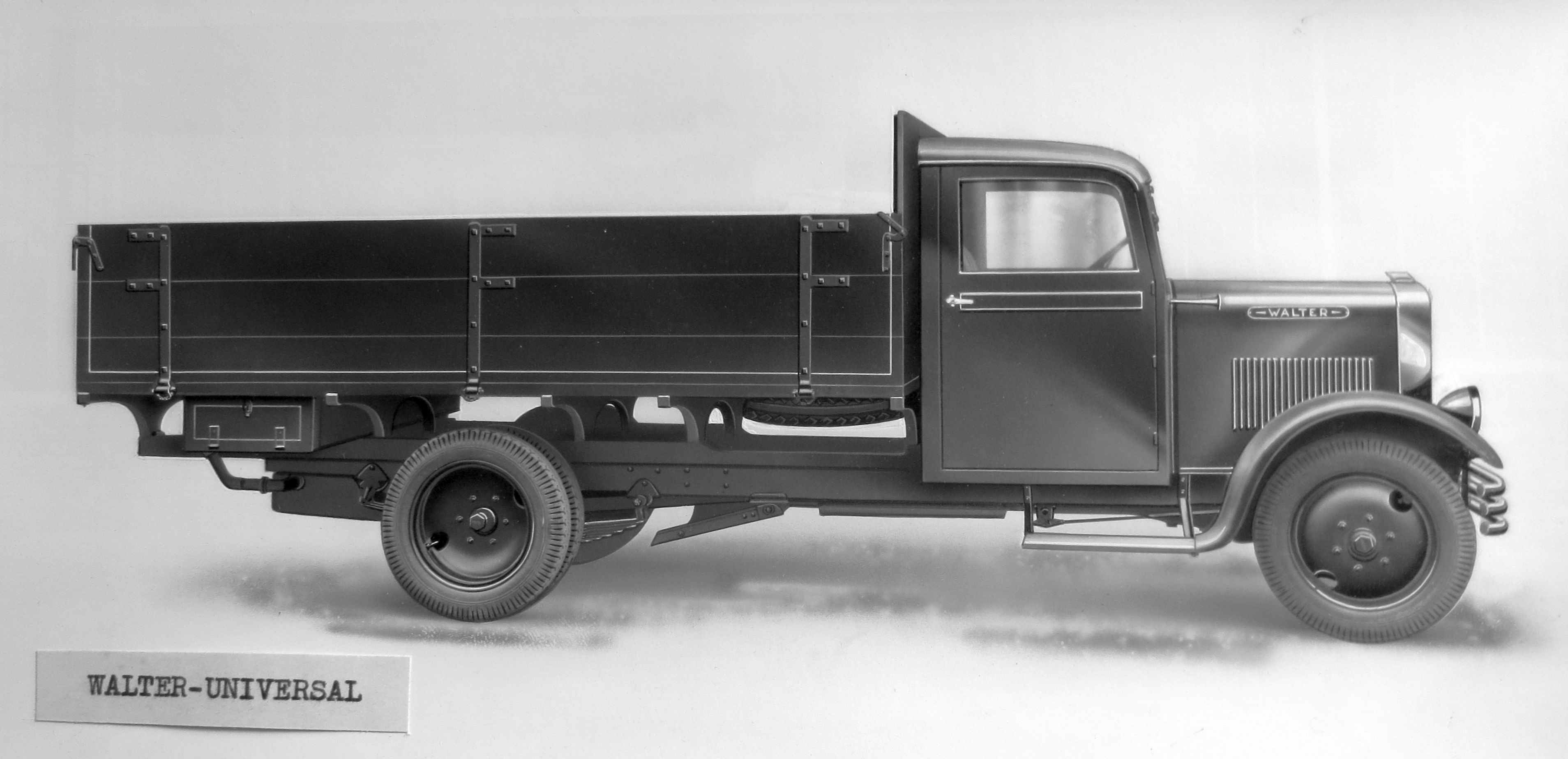
Walter Universal, valník (1931–1936)
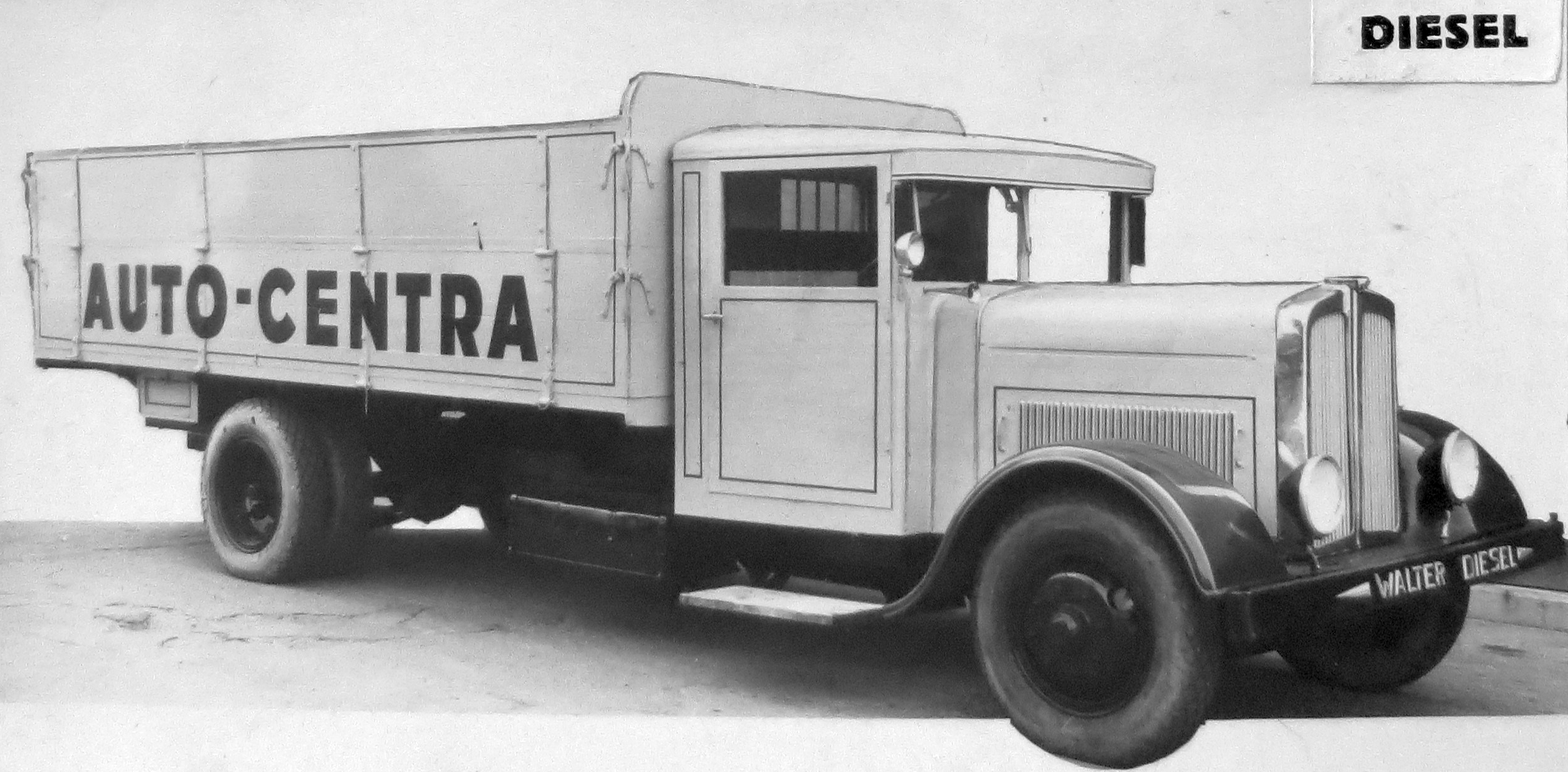
Walter Diesel 5 t s motorem SA-12 (1931–1936)
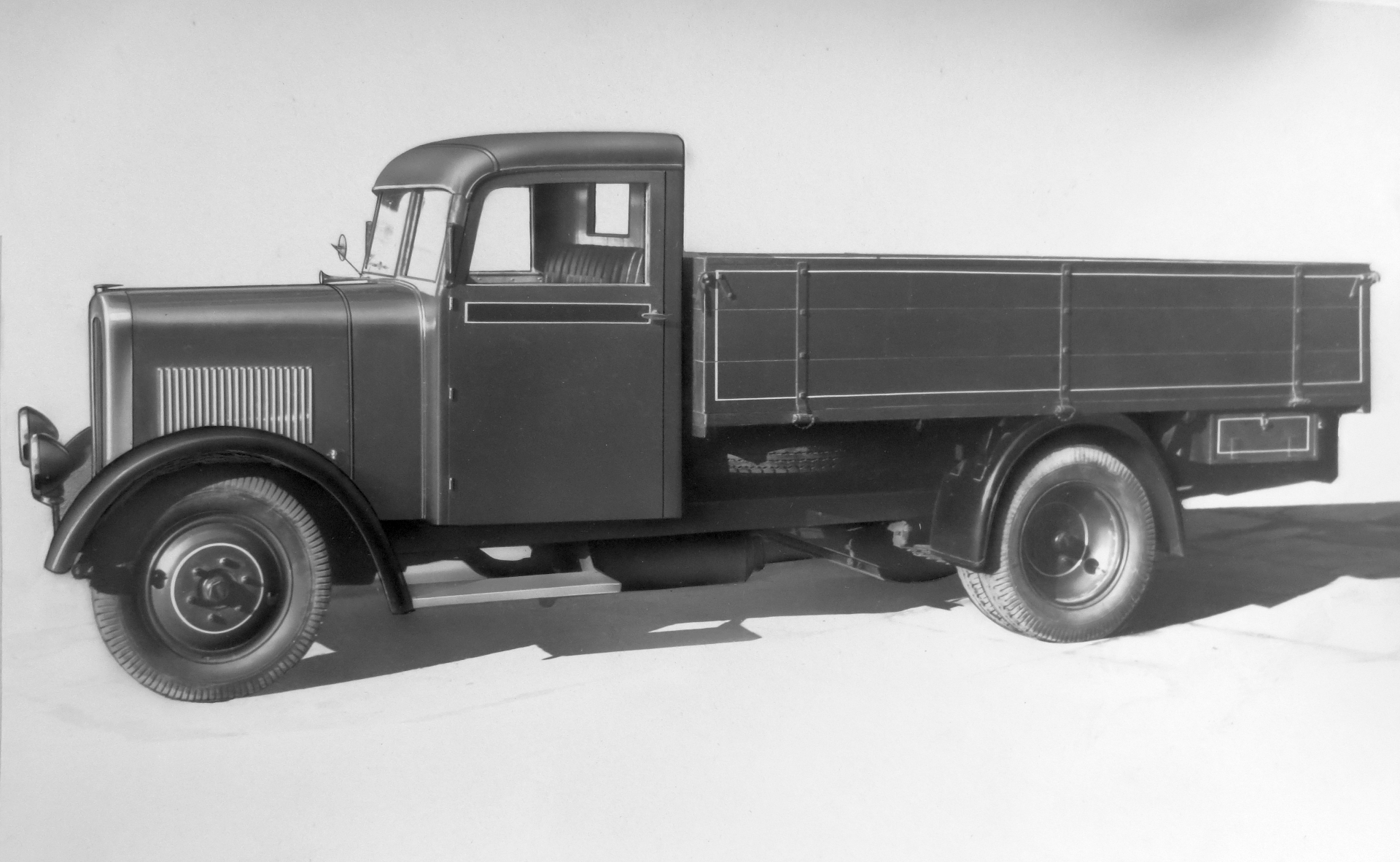
Walter Diesel 3 t s motorem SA-9 (1932-1936)
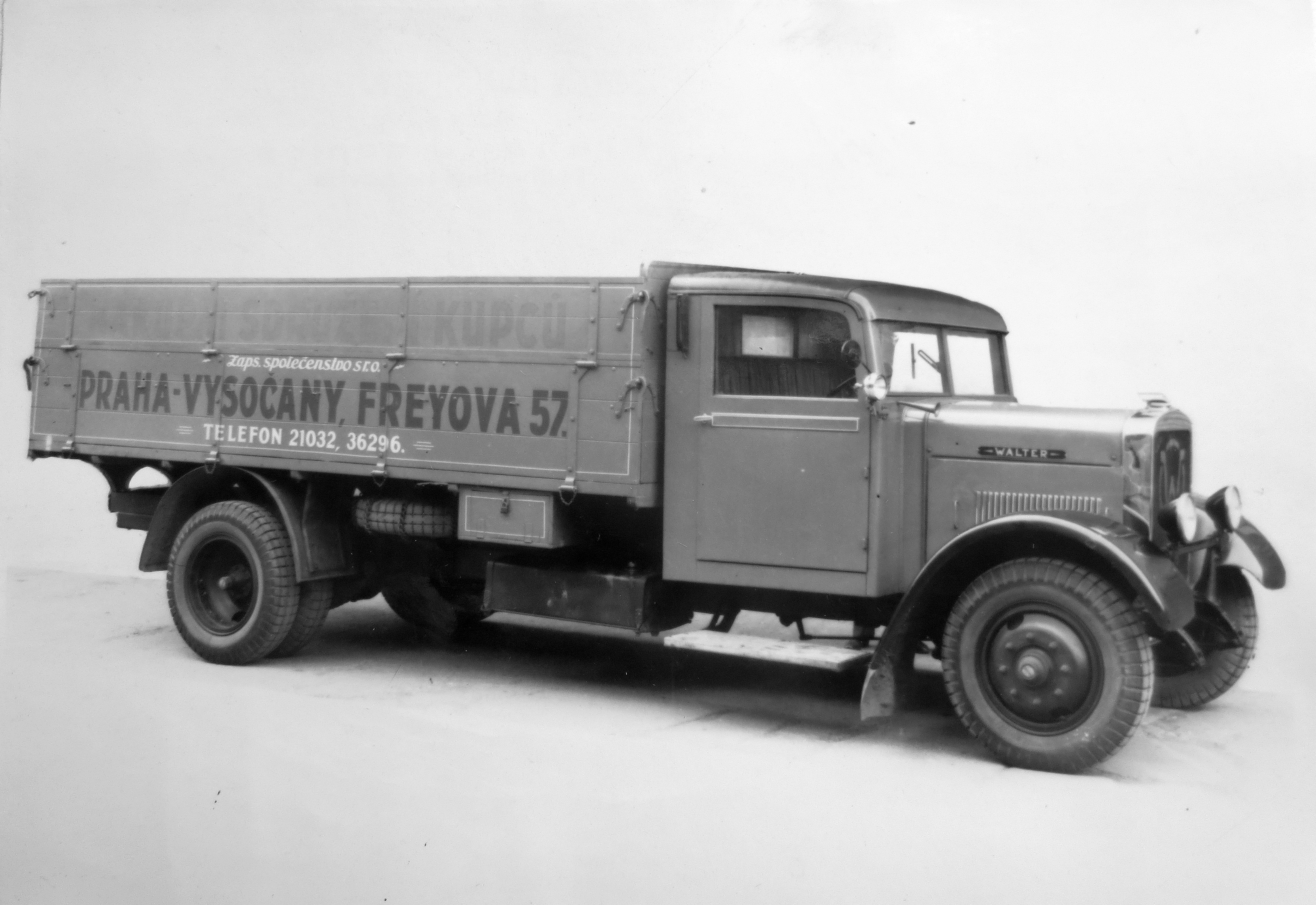
Walter Ideal, valník (1934–1936)

| Typ          | Rok     | Počet válců/Rozvod | Objem cm³ | Výkon     | Rozvor mm | Rozchod mm | Max. rychlost km/h | Nosnost kg |
| PN I - III   | 1924–25 | 4 OHV              | 2120      | 26 k      | 3600      | 1350       | 45                 | 2000       |
| PN IV - VI   | 1926–31 | 4 OHV              | 2368      | 36 k      | 3600      | 1450       | 50                 | 2000       |
| FN/FNA       | 1930–35 | 4 SV               | 5195      | 60 k      | 4800      | 1780/1685  | 60                 | 3500–6500  |
| Comercial    | 1930–35 | 4 OHV              | 1908      | 35–40 k   | 3200      | 1400       | 55                 | 1500       |
| D-BUS/V12-B  | 1931–32 | 12 V OHV           | 7354      | 140–160 k | 5900      | 1800/1690  | 120                | 4500       |
| Universal    | 1931–36 | 6 OHV              | 3257      | 60–70 k   | 4200      | 1400       | 70–80              | 2500–3000  |
| Diesel SA-12 | 1931–36 | D3V                | 4087      | 80 k      | 4800      | 1685/1746  | 80–85              | 4500–5000  |
| PN VII-XVI   | 1931–46 | 4 SV               | 2837      | 40–45 k   | 3600      | 1450       | 60                 | 2000–2500  |
| W 1500       | 1934–35 | 4 OHV              | 2368      | 36 k      |           |            |                    | 1500       |
| Diesel SA-9  | 1934–36 | D2V                | 2723      | 55 k      | 3600      | 1450       | 65                 | 3000       |
| Ideal        | 1934–36 | 6 OHV              | 5792      | 75 k      | 4800      | 1685/1746  | 65–75              | 5000       |